# Biografielijst Co

## Co
- Leonardo Co (1953-2010), Filipijns botanicus

## Coa

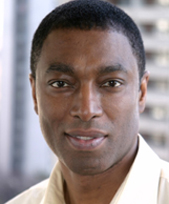
Conrad Coates

- Tess Coady (2000), Australisch snowboardster
- Ronald Coase (1910-2013), Brits econoom, emeritus hoogleraar en Nobelprijswinnaar Economie
- Conrad Coates (1970), in Engeland geboren Canadees acteur
- Gloria Coates (1933-2023), Amerikaans-Duits componiste
- Sebastián Coates (1990), Uruguayaans voetballer

## Cob

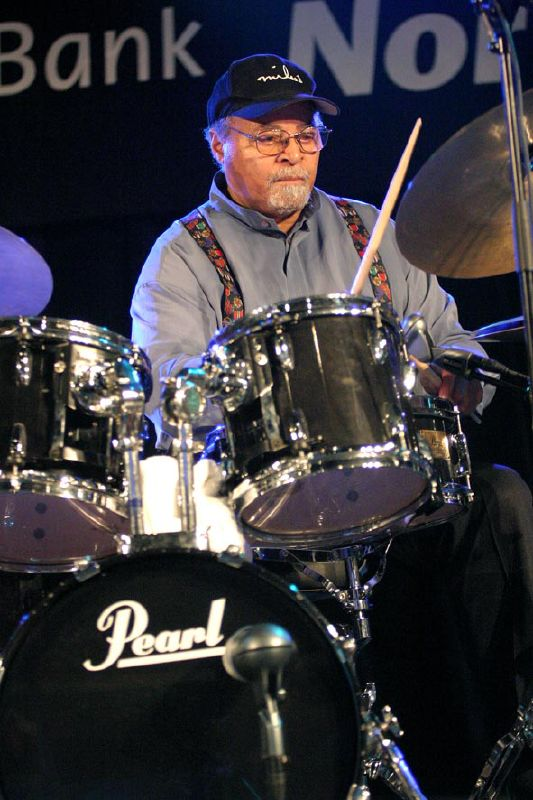
Jimmy Cobb

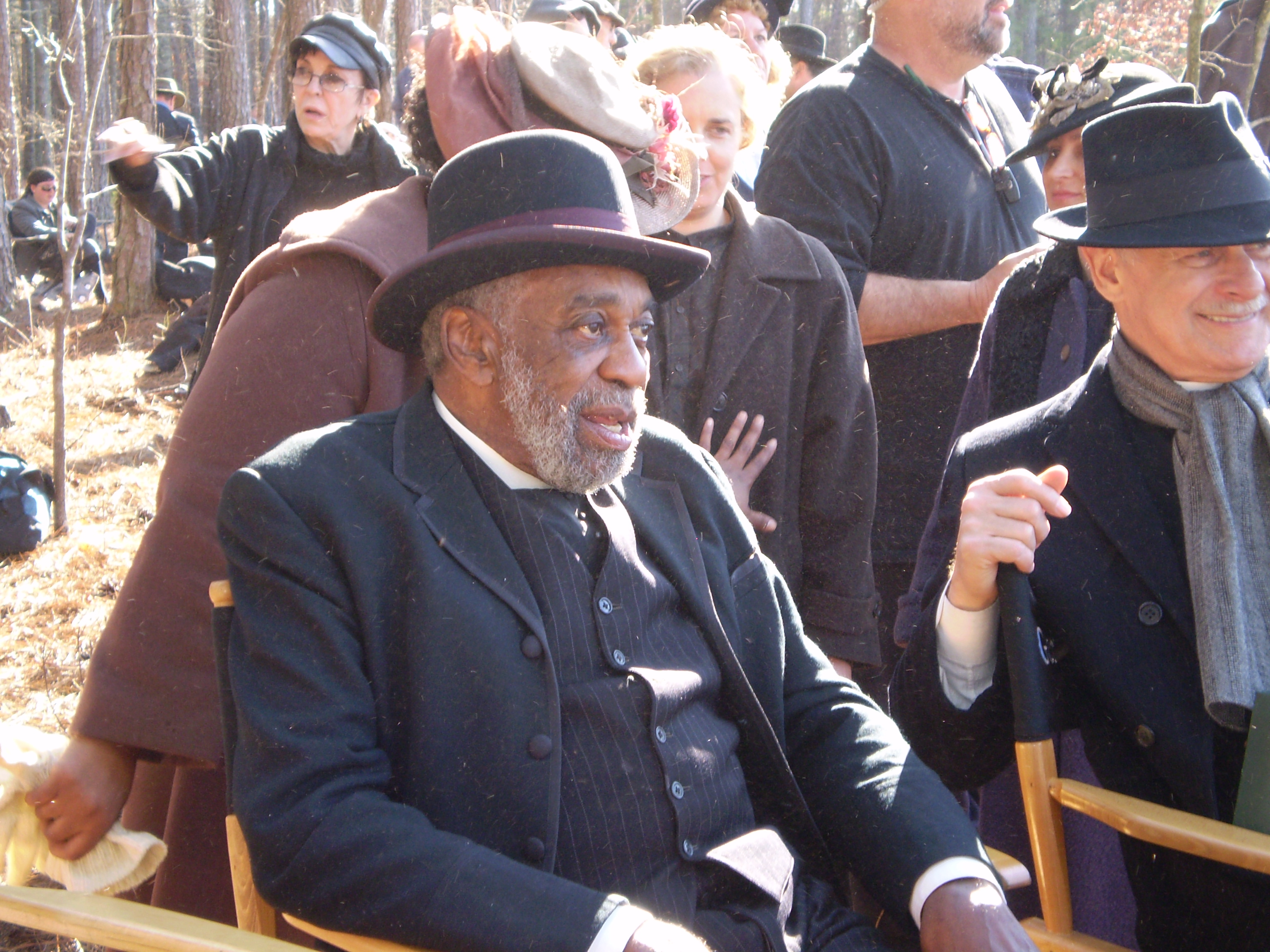
Bill Cobbs, 2009

- Kurt Cobain (1967-1994), Amerikaans rockmusicus
- Jimmy Cobb (1929), Amerikaans jazzdrummer
- Price Cobb (1954), Amerikaans autocoureur
- Bill Cobbs (1934-2024), Amerikaans acteur
- Willie Cobbs (1932-2021), Amerikaans blueszanger
- Karl Johann Philipp von Cobenzl (1712-1770), Oostenrijks-Belgisch politicus
- Carel Gabriel Cobet (1813-1889), Nederlands graecus
- Juan José Cobo (1981), Spaans wielrenner
- Kenneth Cobonpue (1968), Filipijns meubelontwerper
- Mario Rodríguez Cobos (1938-2010), Argentijns schrijver en stichter van een spirituele beweging
- Emma Coburn (1990), Amerikaans atlete
- James Coburn (1928-2002), Amerikaans filmacteur

## Coc

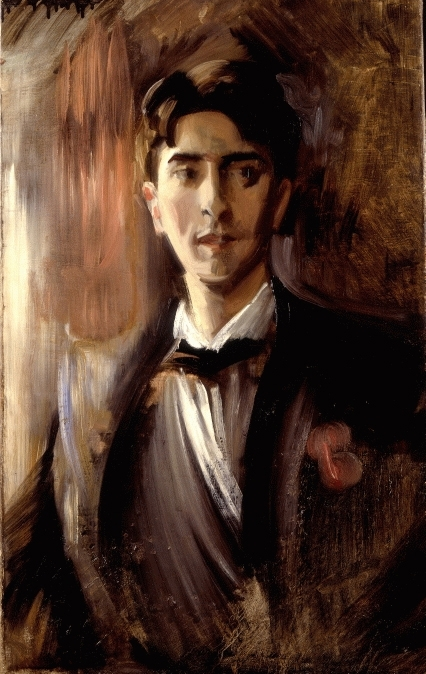
Jean Cocteau

- Veronica Cochelea-Cogeanu, Roemeens roeister
- Jonathan Cochet (1977), Frans autocoureur
- Dean Cochran (1969), Amerikaans acteur
- Eddie Cochran (1938-1960), Amerikaans musicus
- Hank Cochran (1935-2010), Amerikaans singer-songwriter
- Ryan Cochrane (1988), Canadees zwemmer
- Ellen Cochuyt (1983), Belgisch atlete
- Helenius de Cock (1824-1894), Nederlands predikant en hoogleraar
- Helenius Henri de Cock (1881-1946), Indisch bestuurder en gouverneur
- Hendrik Cock (1794-1866), Nederlands rechtsgeleerde, hoogleraar en politicus
- Hendrik de Cock (1801-1842), Nederlands predikant
- Hieronymus Cock (1518-1570), Zuid-Nederlands kunstschilder en graveur
- Jörg de Cock (1979), Nederlands tafeltennisser
- Nicole de Cock (1965), Nederlands illustrator
- Rudolf I de Cock (1210-1280), heer van Weerdenburg
- Willem de Cock (1249-?), Nederlands edelman
- Jan Cock Blomhoff (1779-1853), Nederlands opperhoofd van Decima
- Madeleine de Cock Buning (1966), Nederlands juriste, bestuurster en hoogleraar
- Jo de Cock Rouaan (1870-1946), Nederlands carambolebiljarter
- Willem I de Cock van Weerdenburg (1275-1318), heer van Weerdenburg
- Willem I de Cock van Weerdenburg (1305-1371), heer van Weerdenburg en eerste heer van Isendoorn
- John Cocke (1925-2002), Amerikaans informaticus
- Joe Cocker (1944-2014), Brits popzanger
- John Cockerill (1790-1840), Belgisch grootindustrieel
- Ron Cockerill (1935-2010), Engels voetballer
- William Cockerill (1759-1832), Belgisch ondernemer van Britse afkomst
- Henri Cockuyt (1903-1993), Belgisch atleet
- Etienne Cocquyt (1935-2025), Belgisch tv-kok
- Jean Cocteau (1889-1963), Frans dichter, romanschrijver, toneelschrijver, ontwerper en filmmaker
- Phillip Cocu (1970), Nederlands voetballer

## Cod
- Ted Codd (1923-2003), Brits informaticus
- Piero Codia (1989), Italiaans zwemmer
- Giovanni Codrington (1988), Nederlands atleet

## Coe

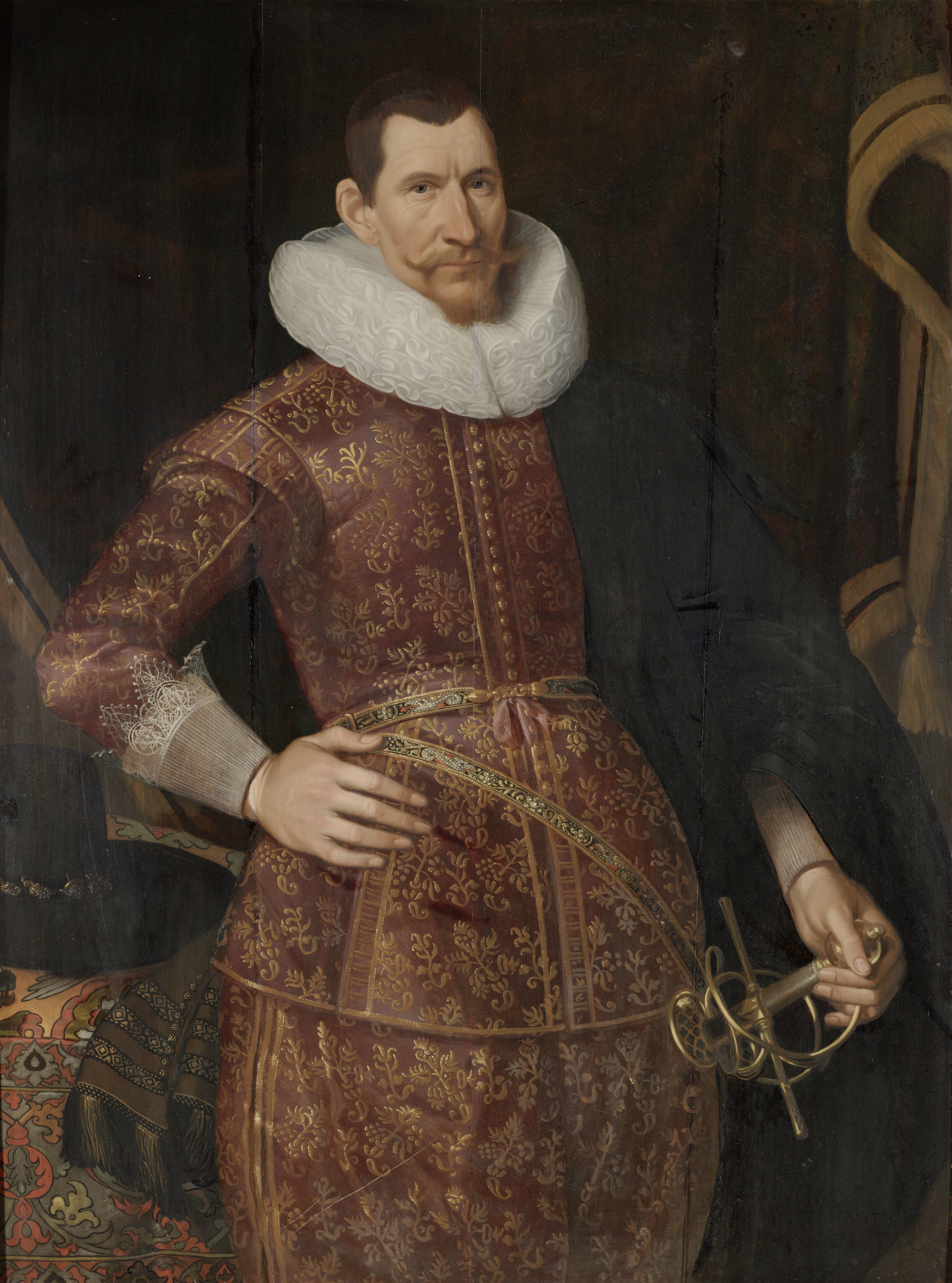
Jan Pieterszoon Coen

- George Coe (1929), Amerikaans acteur, filmproducent en filmregisseur
- Jonathan Coe (1961), Brits schrijver
- Nathan Coe (1984), Australisch voetballer
- Sebastian Coe (1956), Brits atleet en politicus
- Arnout Coel (1985), Belgisch politicus
- Jef Coel (1926-2016), Belgisch politicus
- Michaela Coel (1987), Ghanees-Engelse actrice, scenarioschrijfster, dichteres en toneelschrijfster
- Willem René van Tuyll van Serooskerken van Coelhorst (1781-1852), Nederlands politicus
- Jan Pietersz. Coen (1587-1629), Nederlands gouverneur-generaal in Nederlands-Indië
- Constantin Fidèle Coene (1779-1841), Zuid-Nederlands kunstschilder
- Eline Coene (1964), Nederlands badmintonspeelster
- Jacob Coene (?), Vlaams kunstschilder
- Jozef Coene (1904-2000), Belgisch advocaat en politicus
- Kris Coene (1983), Belgisch atleet
- Leon Coene (1878-1937), Belgisch politicus
- Luc Coene (1947-2017), Belgisch econoom, ambtenaar, politicus en Gouverneur van de Nationale Bank van België
- Richard Coenegrachts (1922-2013), Belgisch politicus
- Adriaen Coenen (1514-1587), Nederlands bioloog en ondernemer
- Chris Coenen (1937-2023), Nederlands voetballer
- Jean Coenen (1956-2010), Nederlands historicus en schrijver
- Jo Coenen (1949), Nederlands architect en stedenbouwkundige
- Wim Coenen (1976), Vlaams-Belgisch stand-upcomedian, imitator en radiomaker
- Philippe Coenjaerts (1903-?), Belgisch atleet
- Wiel Coerver (1924), Nederlands voetballer en voetbaltrainer
- John Coetzee (1931), Zuid-Afrikaans kinderboekenschrijver
- John Maxwell Coetzee (1940), Zuid-Afrikaans schrijver
- Amanda Coetzer (1971), Zuid-Afrikaans tennisster

## Cof
- Kelly Coffield Park (1962), Amerikaans actrice en komiek
- Charles Coffin (1844-1926), Amerikaans ondernemer

## Cog
- Eamonn Coghlan (1952), Iers atleet
- Alfred Gogniaux (1841-1916), Belgisch botanicus
- Robert Cogoi, (1939-2022), Belgische zanger

## Coh

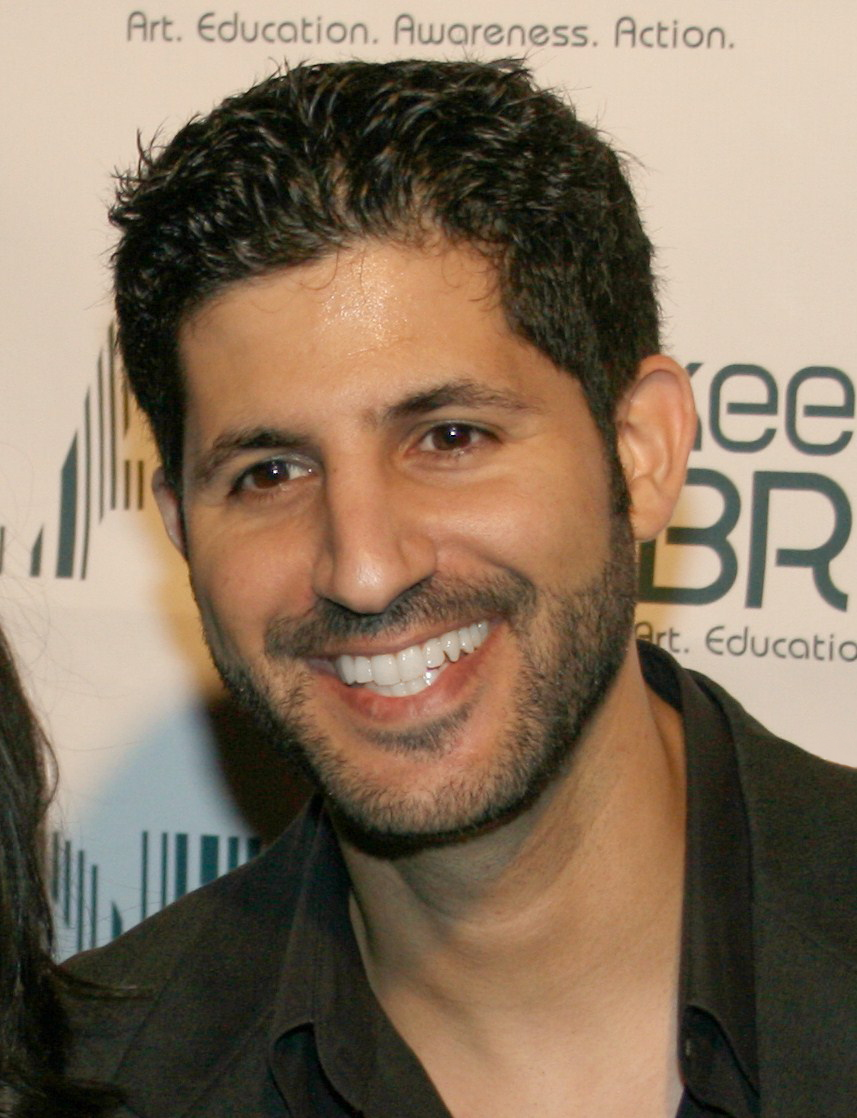
Assaf Cohen

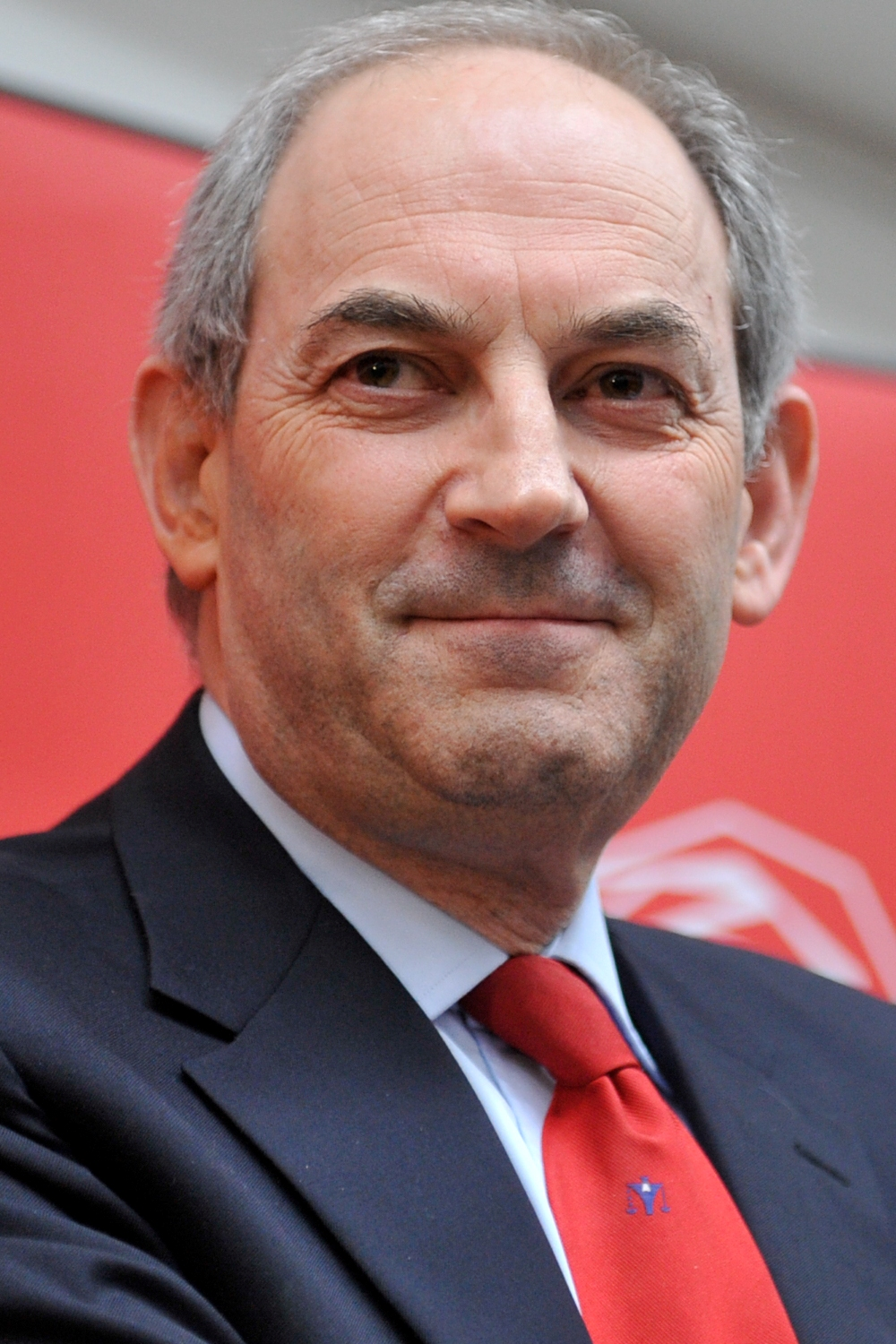
Job Cohen, 2010

- George M. Cohan (1878-1942), Amerikaans entertainer
- Lauren Cohan (1982), Amerikaans actrice
- Anat Cohen (1975), Israëlisch jazzklarinettiste
- Assaf Cohen (1972), Amerikaans acteur
- Avi Cohen (1956-2010), Israëlisch voetballer
- Barend Abraham Jacob Cohen (1942-2005), Nederlands forensisch geneeskundige en mensenrechtenactivist
- Dolf Cohen (1913-2004), Nederlands historicus
- Eddie Cohen (1923-2017), Nederlands-Amerikaanse natuurkundige
- Eli Cohen (1924-1965), Israëlisch vertaler en spion
- Ernst Julius Cohen (1869-1945), Nederlands scheikundige
- Floris Cohen (1946), Nederlands wetenschapshistoricus
- George Cohen (1939-2022), Engels voetballer
- Hendrik Cohen (1879-1945), Nederlands farmaceut
- Horace Cohen (1971), Nederlands acteur
- Ido Cohen (2001), Israëlisch autocoureur
- Job Cohen (1947), Nederlands politicus
- Leonard Cohen (1934-2016), Canadees dichter, folksinger-songwriter en schrijver
- Lynn Cohen, Amerikaans actrice
- Nathan Cohen (1986), Nieuw-Zeelands roeier
- Salomon (Sam) Cohen (1908-1985), Nederlands sigarenwinkelier, boekhandelaar en dichter
- Samuel Cohen (1921-2010), Amerikaans uitvinder van de neutronenbom
- Scott Cohen (1961), Amerikaans acteur
- Stanley Cohen (1922-2020), Amerikaanse biochemicus en Nobellaureaat
- Tiffany Lisa Cohen (1966), Amerikaans zwemster
- Jacob Willem Cohen (1923-2000), Nederlands wiskundige
- William Cohen (1940), Amerikaans politicus
- Stéphanie Cohen-Aloro (1983), Frans tennisster
- Claude Cohen-Tannoudji (1933), Frans/Algerijns natuurkundige en Nobelprijswinnaar
- James Cohn (1928), Amerikaans componist
- Lucy Cohu (1968), Brits actrice

## Coi
- Arthur Antunes Coimbra, bekend als Zico, (1953), Braziliaans voetballer
- Rhys Coiro (1979), Italiaans/Amerikaans acteur

## Coj
- Eduardo Cojuangco jr. (1935), Filipijns politicus en zakenman
- Jose Cojuangco jr. (1934), Filipijns politicus
- Jose Cojuangco sr. (1896-1976), Filipijns politicus en grootgrondbezitter
- Margarita Cojuangco (1974), Filipijns politicus en voormalige schoonheidskoningin
- Mikee Cojuangco-Jaworski (1944), Filipijns amazone, actrice en IOC-lid

## Cok
- Jerry Coker (1932-2024), Amerikaans jazzklarinetist, tenorsaxofonist, auteur en pedagoog

## Col

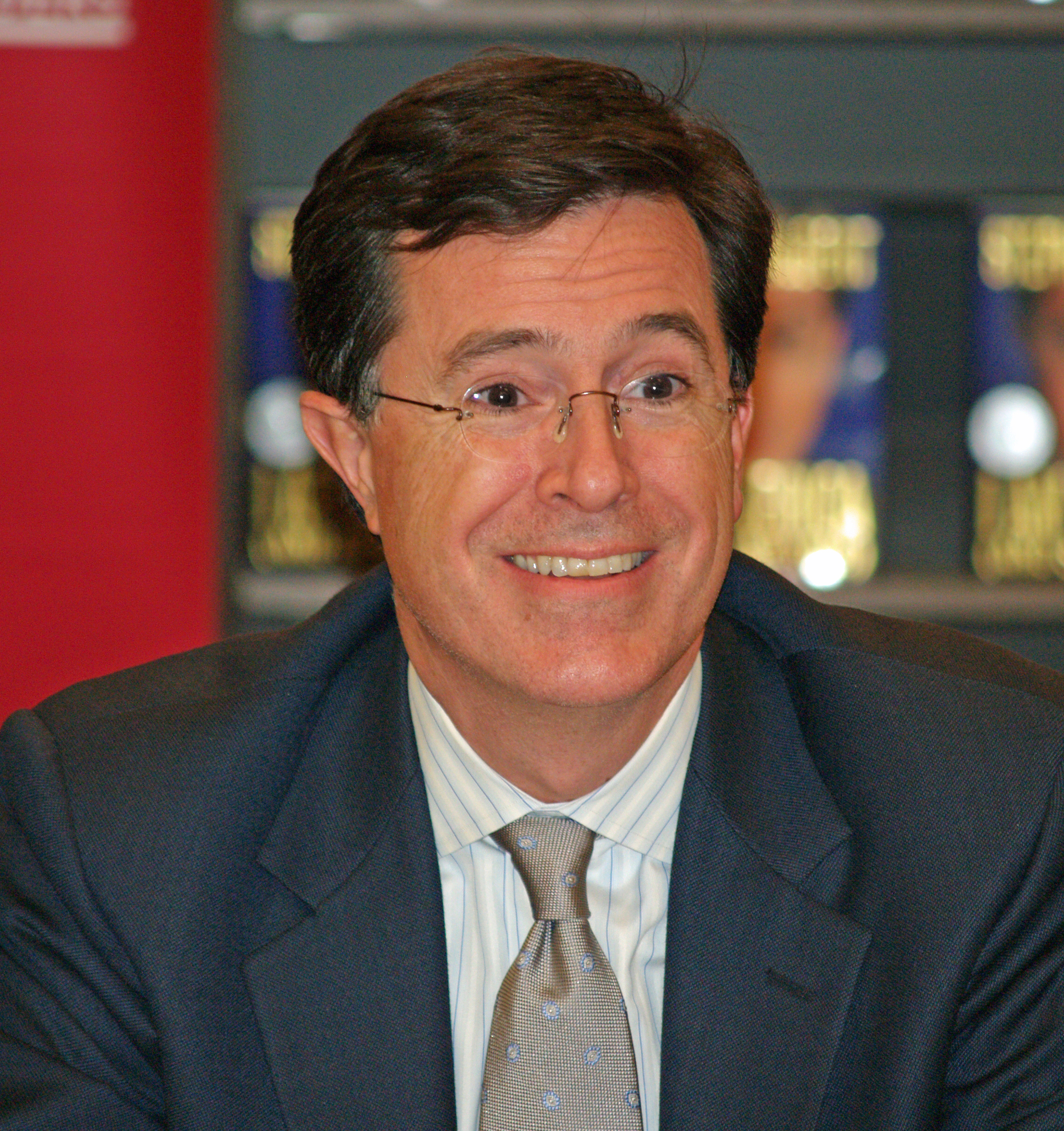
Stephen Colbert

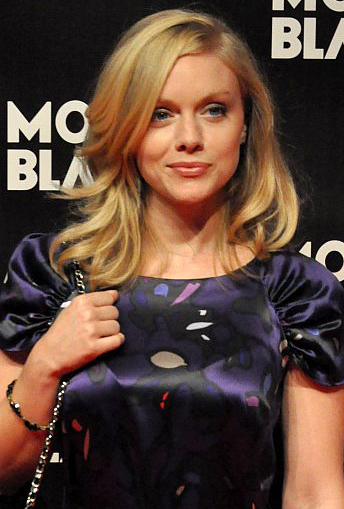
Christina Cole (2010)

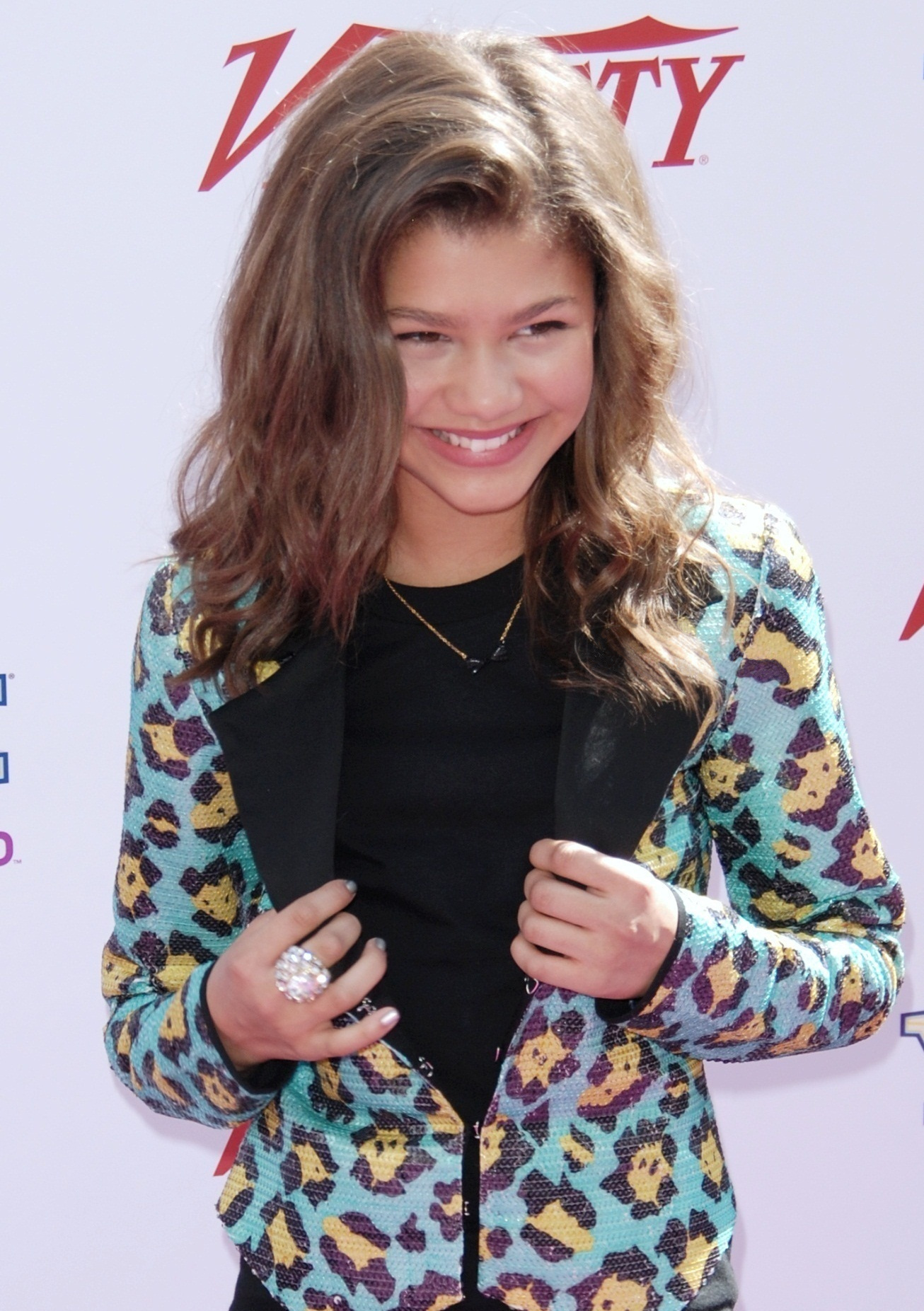
Zendaya Coleman (2010)

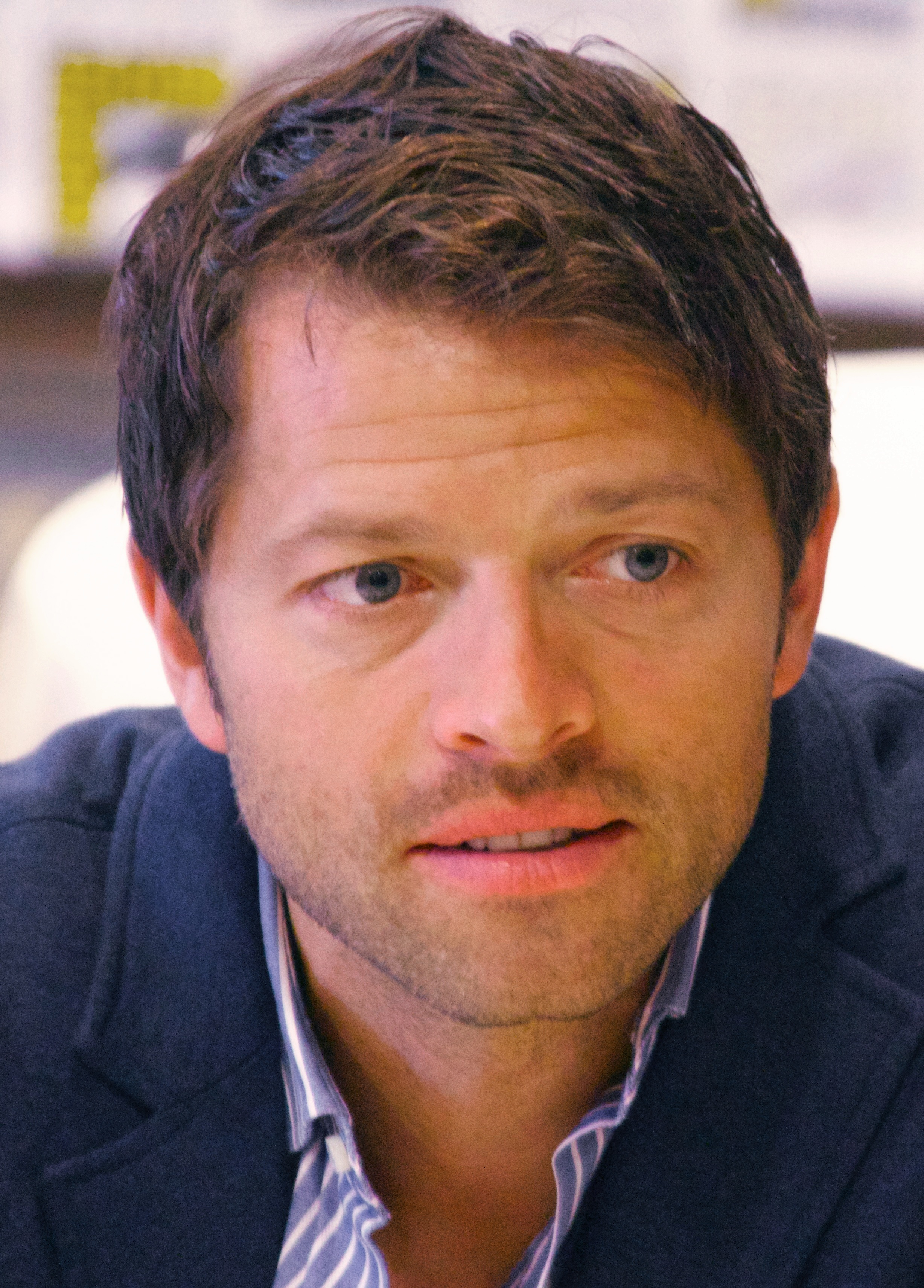
Misha Collins (2013)

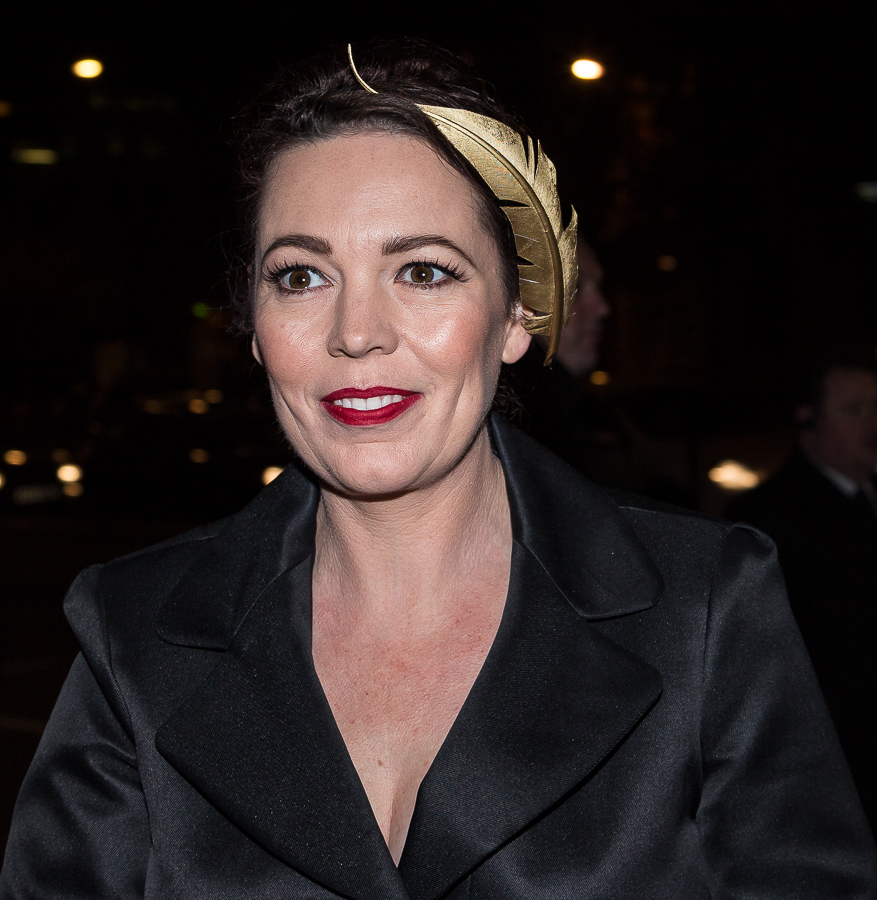
Olivia Colman (2014)

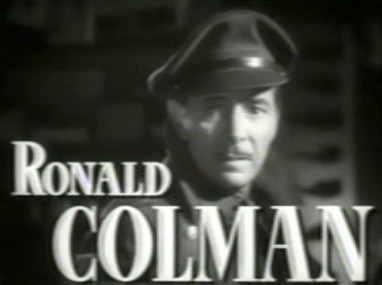
Ronald Colman

- Vinnie Colaiuta (1956), Amerikaans drummer
- Halil Çolak (1988), Nederlands voetballer
- Marin Čolak (1984), Kroatisch autocoureur
- Tanju Çolak (1963), Turks voetballer
- LaTasha Colander (1976), Amerikaans atlete
- Franco Colapinto (2003), Argentijns autocoureur
- Ada Colau Ballano (1974), Spaans activiste en politica
- Guilbaut Colas (1983), Frans freestyleskiër
- Jean-Baptiste Colbert (1619-1683), Frans politicus
- Stephen Colbert (1964), Amerikaans acteur, komiek, presentator, producent en auteur
- Federico Colbertaldo (1988), Italiaans zwemmer
- Maurice Colbourne (1939-1989), Engels acteur
- Roberto Colciago (1968), Italiaans autocoureur
- Ashley Cole (1980), Engels voetballer
- Christina Cole (1982), Brits actrice
- Elizabeth Ann Cole (1939), Amerikaans actrice
- Fred Cole (1948-2017), Amerikaans rockzanger en -gitarist
- Hal Cole (1912-1970), Amerikaans autocoureur
- James Cole (1988), Brits autocoureur
- Joe Cole (1981), Engels voetballer
- Michael Cole (1940-2024), Amerikaans acteur
- Nat King Cole (Nathaniel Adams Coles) (1919-1965), Amerikaans jazzzanger
- Natalie Cole (1950-2015), Amerikaans jazzzangeres en actrice
- Shelly Cole (1975), Amerikaans actrice
- Warren Cole (1940-2019), Nieuw-Zeelands roeier
- Gaby Colebunders (1972), Belgische syndicalist en politicus
- Abe Coleman, pseudoniem van Abbe Kelmer, (1905-2007), Pools-Amerikaans worstelaar
- Chris Coleman (1970), Welsh voetballer en voetbalcoach
- Christian Coleman (1996), Amerikaans atleet
- Cy Coleman (1929-2004), Amerikaans componist en jazz-pianist
- Dabney Coleman (1932-2024), Amerikaans acteur
- Eldridge Wayne Coleman (Superstar Billy Graham) (1943-2023), Amerikaans professioneel worstelaar
- Gary Coleman (1968-2010), Amerikaans acteur
- Lamont Coleman, bekend als Big L, (1974-1999), Amerikaans rapper
- Monique Coleman (1980), Amerikaans actrice
- Norman Bertram Coleman Jr. (1949), Amerikaans politicus
- Ronnie Coleman (1964), Amerikaans bodybuilder
- Zendaya Janae Coleman (1996), Amerikaans actrice
- Alexandra Colen (1955), Vlaams politica
- Rosiana Coleners (ca. 1500-1560 of na 1571), Zuid-Nederlands dichteres
- Jules Colens (1840-1918), Belgisch archivaris
- Louis Colens (1877-1936), Belgisch geestelijke en syndicalist
- Robert Colescott (1925-2009), Amerikaans kunstschilder
- Alexandra Coletti (1983), Monegaskisch skiester
- Stefano Coletti (1989), Monegaskisch autocoureur
- Jenny Colgan (1972), Schots auteur van romans en jeugdliteratuur
- Victor Colicchio (1953), Amerikaans acteur, scenarioschrijver en muzikant
- Hendrikus Colijn (1869-1944), Nederlands militair en politicus (onder andere premier 1925-1926, 1933-1939)
- Jürgen Colin (1981), Nederlands voetballer
- Margaret Colin (1958), Amerikaans actrice
- Jérôme Colinet (1983), Belgisch voetballer
- Ivonne Coll (1947), Puerto Ricaans/Amerikaans actrice
- Dorian Çollaku (1977), Albanees atleet
- Manuel Collantes (1917-2009), Filipijns diplomaat, politicus en minister
- Véronique Collard (1963), Belgisch atlete
- Marie Collart (1842-1911), Belgisch schilder
- Jaume Collboni (1969), Spaans jurist en politicus
- Alfons Colle (1882-1968), Belgisch syndicalist en politicus
- Denis Colle (1988), Belgisch snowboarder
- René Colle (1873-1957), Belgisch politicus
- Abraham Eliazer van Collem (1858-1933), Nederlands dichter
- René van Collem (1961), Nederlands drummer
- Caio Collet (2002), Braziliaans autocoureur
- Ben Collett (1984), Engels voetballer
- Wayne Collett (1949-2010), Amerikaans atleet
- Kenneth Colley (1937-2025), Brits acteur, filmproducent, filmregisseur en scenarioschrijver
- Isabelle Collier (1973), Belgisch atlete
- Jeremy Collier (1650-1726), Engels geestelijke en toneelcriticus
- John Collier (1850-1934), Brits schilder
- Jos Collignon (1950), Nederlands cartoonist
- Antoinette Collin (?), Belgisch stripauteur
- Darja Collin (1902-1967), Nederlands balletdanseres
- Fernand Collin (1897-1990), Belgisch bankier, ondernemer, hoogleraar en voetbalbestuurder
- Françoise Collin (1928-2012), Belgisch filosofe, schrijfster en feministe
- James Edward Collin (1876-1968), Brits entomoloog
- Jean-Florian Collin (1904-1985), Belgisch architect en politicus
- Ludo Collin (1950), Belgisch kanunnik en kunsthistoricus
- Paul Collin (artiestennaam van Simon Witjas) (1883-1968), Nederlands zanger en cabaretier
- Philippe Collin (1946), Belgisch hockeyer, ondernemer en voetbalbestuurder
- René Collin (1958), Belgisch politicus
- Robert Collin (1832-1880), Nederlands dirigent
- Anna Collin-Tobisch (1836-1902), Nederlands concertzangeres, zangpedagoge en koordirigente
- Bobby Collins (1931-2014), Schots voetballer
- Bootsy Collins (1951), Amerikaans popmusicus
- Edwyn Collins (1959), Brits zanger
- Jackie Collins (1937-2015), Brits romanschrijfster
- Jessica Collins (1983), Amerikaans actrice
- Joan Collins (1933), Brits actrice
- John Collins (1968), Schots voetballer en voetbaltrainer
- Michael Collins (1890-1922),  Iers politicus en revolutionair
- Michael Collins (1930-2021), Amerikaans astronaut
- Misha Collins (1974), Amerikaans acteur, filmproducent, filmregisseur en scenarioschrijver
- Paul Collins (1937), Engels acteur
- Peter Collins (1951), Brits muziekproducent
- Phil Collins (1951), Brits popmusicus
- Sam Collins (1982), Ierse schaker
- Simone Collio (1979), Italiaans atleet
- Gérard Collomb (1947-2023), Frans politicus
- Marie Collonvillé (1973), Frans atlete
- Sebastian Colloredo (1987), Italiaans schansspringer
- Fulvio Collovati (1957), Italiaans voetballer
- Homer Lusk Collyer (1881-1947), Amerikaans excentriekeling, vervuiler en verzamelaar
- Langley Collyer (1885-1947), Amerikaans excentriekeling, vervuiler en verzamelaar
- Olivia Colman (1974), Brits actrice
- Ronald Charles Colman (1891-1958), Engels acteur
- Zeno Colò (1920-1993), Italiaans alpineskiër
- Dario Cologna (1986), Zwitsers langlaufer
- Álvaro Colom (1951), Gualtemateeks zakenman en politicus
- Joan Colom i Altemir (1921-2017), Spaans fotograaf
- Steven Colombeen (1978), Belgisch musicalacteur en -zanger
- Alberto Colombo (1946-2024), Italiaans Formule 1-coureur
- Angelo Colombo (1961), Italiaans voetballer
- Emilio Colombo (1920-2013), Italiaans diplomaat en politicus
- Gabriele Colombo (1971), Italiaans wielrenner
- Giovanni Colombo (1902-1992), Italiaans geestelijke en kardinaal van de Katholieke Kerk
- Giuseppe Colombo (1920-1984), Italiaans wiskundige
- Lorenzo Colombo (2000), Italiaans autocoureur
- Simone Colombo (1963), Italiaans tennisser
- Ugo Colombo (1940-2019), Italiaans wielrenner
- Miriam Colon (1936-2017), Puerto Ricaans actrice
- Federico Colonna (1972), Italiaans wielrenner
- Oddone Colonna, bekend als Paus Martinus V, (1368-1431), paus (1417-1431)
- Yvan Colonna (1960-2022), Frans politiek activist en moordenaar
- Jean-Paul Colonval (1940-2024), Belgisch voetballer
- Véronique Colonval (1955), Belgisch atlete
- Simon Colosimo (1978), Italiaans-Australisch voetballer
- Luis Donaldo Colosio (1948-1994), Mexicaans politicus
- Jan Colpaert, Vlaams wiskundige
- Edwin Colpitts (1872-1949), Canadees elektrotechnicus en uitvinder
- Christopher Colquhoun (1970), Brits acteur
- Mike Colter (1976), Amerikaans acteur
- Scott Colton, bekend als Colt Cabana, (1980), Amerikaans worstelaar
- Alice Coltrane (1937-2007), Amerikaans jazz-pianiste, -organiste, -harpiste en -componiste
- John Coltrane (1926-1967), Amerikaans jazz-musicus
- Robbie Coltrane (1950-2022), Brits acteur
- Coluche (1944-1986), Frans komiek en acteur
- Columba van Iona (521-597), Iers heilige
- Columba van Sens (-tussen 270/275), heilige uit Sens
- Franco Columbu (1941-2019), Italiaans-Amerikaans chiropractor, acteur, bodybuilder en bokser
- Christoffel Columbus (ca. 1451-1506), Genuees ontdekkingsreiziger
- Scott Columbus (1956-2011), Amerikaans drummer
- Columella (4-ca. 70), Romeins landbouwkundig auteur
- Mário Coluna (1935-2014), Portugees voetballer

## Com

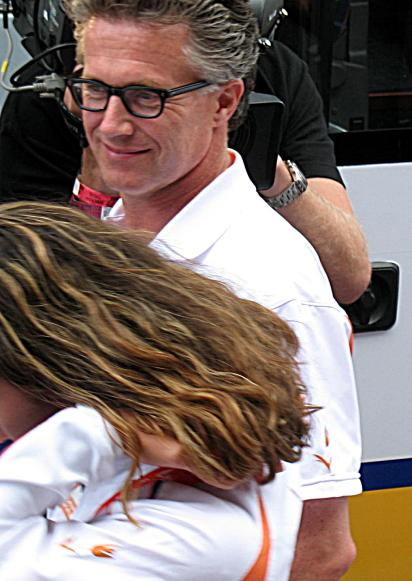
Charles van Commenée

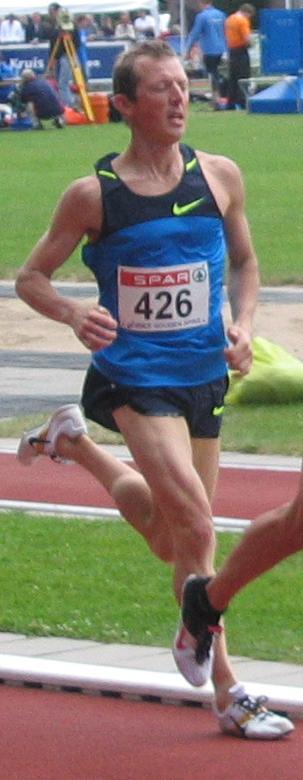
Tom Compernolle

- Barbara Lilian Combes, bekend als Barbara Billingsley, (1915-2010), Amerikaans actrice
- José Comblin (1923-2011), Belgisch priester, missionaris en theoloog
- Holly Marie Combs (1973), Amerikaans actrice
- Jeffrey Alan Combs (1954), Amerikaans acteur
- Sean Combs (1969), Amerikaans rapper en muziekproducent
- Denzel Comenentia (1995), Nederlands atleet
- Jan Amos Comenius (1592-1670), Tsjechisch-Moravisch pedagoog, filosoof en theoloog
- Mallory Comerford (1997), Amerikaans zwemster
- Didier Comès (1942-2013), Belgisch striptekenaar
- Stefano Comini (1990), Zwitsers autocoureur
- Mithridates I van Commagene, koning van Commagene (109-70 v.Chr.)
- Jacques Commandeur (1935-2008), Nederlands acteur
- Olga Commandeur (1958), Nederlands atlete en tv-presentatrice
- Isaac Commelin (1598-1676), Nederlands boekhandelaar, regent en historicus
- Charles van Commenée (1958), Nederlands atletiekcoach
- Solomon Commey (1993), Belgisch atleet
- Samuela Comola (1998), Italiaans biatlete
- Ignacio Comonfort (1812-1853), president van Mexico (1855-1857)
- Claes Compaen (1587-1660), Nederlands piraat
- Achille Compagnoni (1914-2009), Italiaans alpinist
- Deborah Compagnoni (1970), Italiaans alpineskiester
- Benjamin Compaoré (1987), Frans atleet
- Blaise Compaoré (1951), Burkinees politicus
- Gaston Compère (1924-2008), Waals-Belgisch filoloog, (toneel)schrijver, essayist en dichter
- Marc Compernol (1957), Belgisch generaal
- Tom Compernolle (1975-2008), Belgisch atleet en militair
- Arthur Holly Compton (1892-1962), Amerikaans natuurkundige en Nobelprijswinnaar
- Alexander Comrie (1706-1774), Schots-Nederlands predikant en theoloog
- Auguste Comte (1798-1857), Frans filosoof en socioloog
- Aurélien Comte (1988), Frans autocoureur
- Alfred Comvalius (1933-1980), Surinaams militair en musicus
- Chrisje Comvalius (1948-2023), Nederlands actrice
- Ivenzo Comvalius (1997), Surinaams voetballer
- Rudolf Bernhard William  Comvalius (1897-1961), Surinaams politicus
- Sylvano Comvalius (1987), Nederlands voetballer

## Con

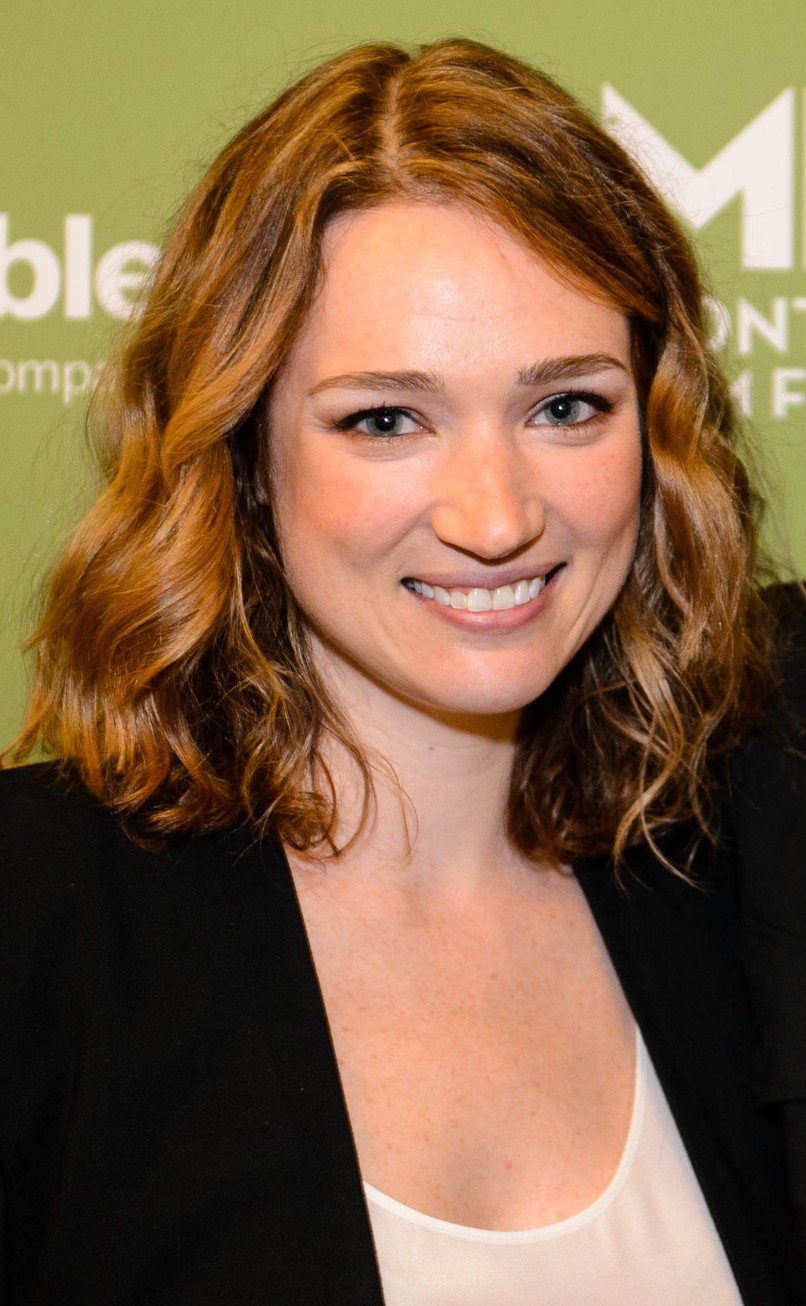
Kristin Connolly, 2014

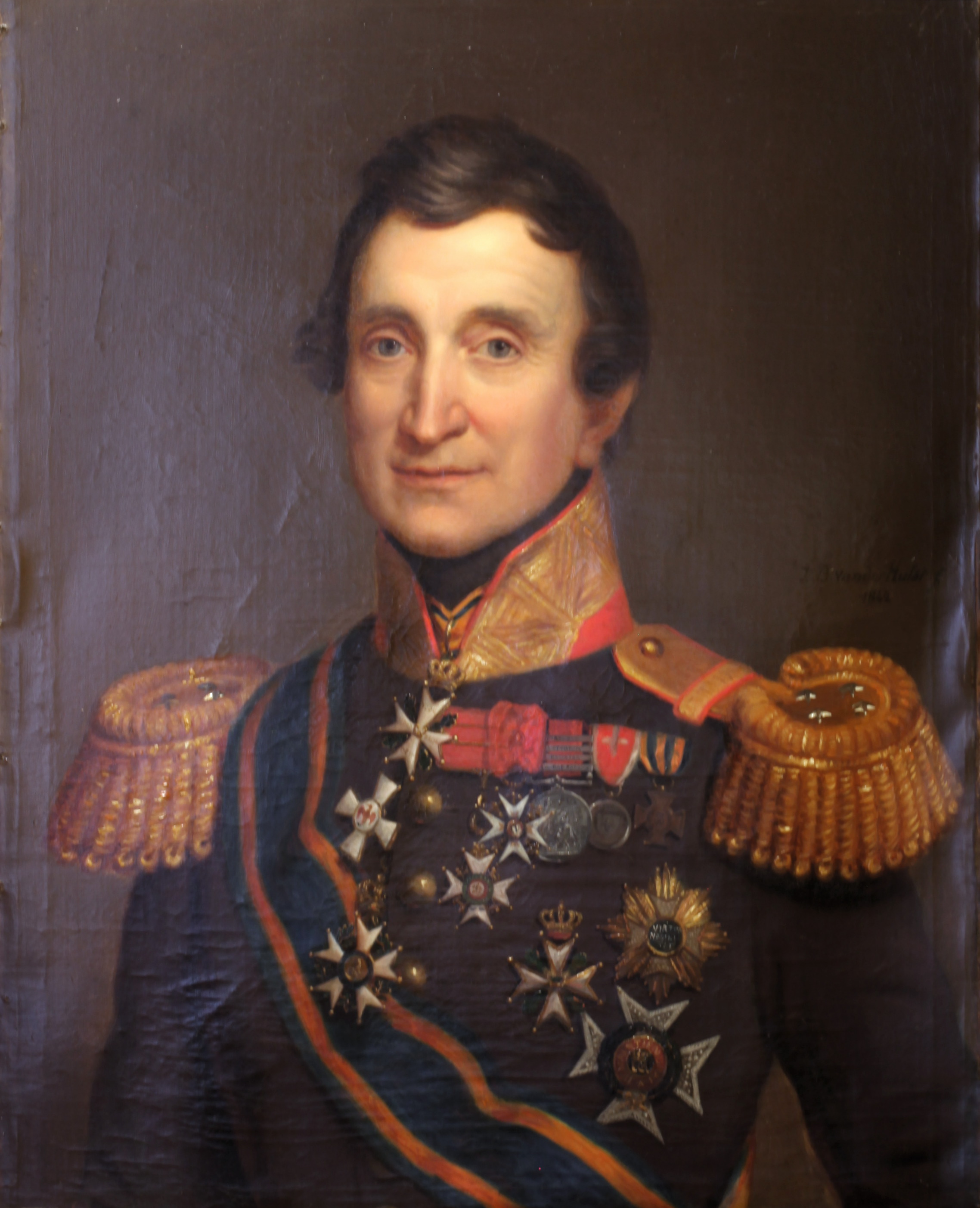
Jean Victor de Constant Rebecque

- Jeff Conaway (1950-2011), Amerikaans acteur
- Jose Concepcion (1931-2024), Filipijns topman en minister
- KC Concepcion (1985), Filipijns zangeres
- Roberto Concepcion (1903-1987), Filipijns rechter
- Charles Concordia (1908-2003), Amerikaans elektrotechnicus
- Manuel Conde (1915-1985), Filipijns acteur, regisseur, scenarioschrijver en producent
- Maryse Condé (1934-2024), Frans schrijfster van Guadeloupse afkomst
- Nicolas de Condorcet (1743-1794), Frans filosoof en wiskundige
- Santo Condorelli (1995), Canadees zwemmer
- Gabriele Condulmer, bekend als Paus Eugenius IV, (1383-1447), Italiaans paus (1431-1447)
- Carin Cone (1940), Amerikaans zwemster
- Carlo Confalonieri (1893-1986), Italiaans geestelijke en kardinaal
- Pierluigi Conforti (1946), Italiaans motorcoureur
- Confucius (551-479 v.Chr.), Chinees filosoof
- Russ Congdon (1924-1998), Amerikaans autocoureur
- Jack Conger (1994), Amerikaans zwemmer
- Edwin Congo (1976), Colombiaans voetballer
- William Congreve (1670-1729), Brits toneelschrijver
- Heleen de Coninck (1977), Nederlands klimaatwetenschapper
- Focco Bernardus Coninck Liefsting (1827-1913), Nederlands rechtsgeleerde
- Arthur Coninx (1884-1942), Vlaamse toneelschrijver
- Arthur Conley (1946-2003), Amerikaans soul-zanger
- Darlene Conley (1934-2007), Amerikaans actrice
- Mike Conley (1962), Amerikaans atleet
- Mike Conley Jr. (1987), Amerikaans basketballer
- Didi Conn (1951), Amerikaans actrice
- John Connally (1917-1993), Amerikaans politicus
- Nellie Connally (1919-2006), Amerikaans getuige van de moord op president Kennedy
- Desmond Connell (1926-2017), Iers kardinaal
- Michael Jeremiah (Jerry) O'Connell (1974), Amerikaans acteur
- Jennifer Connelly (1970), Amerikaans actrice
- Kristen Connolly (1980), Amerikaans actrice
- Fox Conner (1874-1951), Amerikaans generaal
- Sean Connery (1930-2020), Schots-Brits acteur
- Ray Conniff (1916-2002), Amerikaans musicus
- Harold Connolly (1931-2010), Amerikaans atleet
- James Connolly (1868-1957), Amerikaans atleet
- Kevin Connolly (1974), Amerikaans acteur en regisseur
- James Connor (1995), Australisch schoonspringer
- Sarah Connor (1980), Duits zangeres
- Jimmy Connors (1952), Amerikaans tennisser
- Cono van Béthune (ca. 1150-ca. 1220), Frans troubadour en kruisvaarder
- Conon (+687), paus (686-687)
- The Conqueror, pseudoniem van Adrian Gray, (1981), Engels darter
- Robert Conquest (1917-2015), Brits-Amerikaans dichter en historicus
- Brian Conrad (1970), Amerikaans wiskundige en getaltheoreticus
- Conny Conrad (1958-2021), Duits multi-instrumentalist
- Charles "Pete" Conrad (1930-1999), Amerikaans astronaut
- Frank Conrad (1874-1941), Amerikaans elektrotechnicus, uitvinder en radio-pionier
- Pete Conrad (1930-1999), Amerikaans astronaut
- Sjoerd Conrad (1972), Nederlands-Surinaams voetballer
- William Conrad (1920-1994), Amerikaans acteur, televisieregisseur en producer
- Robert Conrotte (1923-1995), Belgisch syndicalist en politicus
- Carlos Henríquez Consalvi (1947), Venezolaans journalist, radiomaker en museumdirecteur
- Hendrik Conscience (1812-1883), Belgisch schrijver
- John Constable (1776-1837), Brits schilder
- Anton Constandse (1899-1985), Nederlands journalist, publicist, anarchist, atheïst en vrijdenker
- Antoine Constant (1749-1799), Zuid-Nederlands verzetsstrijder
- Benjamin Constant (1767-1830), Frans filosoof, politicus en schrijver
- Bryan Constant (1994), Frans voetballer
- Jean-Joseph Constant (1845-1902), Frans kunstschilder en etser (bekend als Benjamin-Constant)
- Jean-Marie Constant (?), Belgisch syndicalist en politicus
- Kévin Constant (1987), Guinees voetballer
- David-Louis Constant de Rebecque (1722-1785), Zwitsers edelman, militair, acteur, regisseur, pamflettist, dichter en musicus
- Jean Victor de Constant Rebecque (1773-1850), Nederlands militair
- Lena Constante (1909-2005), Roemeens schrijver en kunstenaar
- Constantijn de Grote (ca. 280-337), Romeins keizer (324-337)
- Constantijn I (+715), paus (708-715)
- Constantijn II (+769), tegenpaus (767-768)
- Constantijn II (316-340), Romeins keizer (337-340)
- Constantijn II (1940-2023), koning van Griekenland (1964-1967)
- Constantijn III (+411), Romeins troonpretendent
- Constantijn III (612-641), keizer van Byzantium (641)
- Constantijn IV (652-685), keizer van Byzantium (668-685)
- Constantijn V (718-775), keizer van Byzantium (741-775)
- Constantijn VI (771-797), keizer van Byzantium (780-797)
- Constantijn VII (905-959), keizer van Byzantium (913-957)
- Constantijn VIII (ca. 960-1028), keizer van Byzantium (1025-1028)
- Constantijn IX (1000-1055), keizer van Byzantium (1042-1055)
- Constantijn X (1006-1067), keizer van Byzantium (1059-1067)
- Constantijn XI (1404-1453), keizer van Byzantium (1449-1453)
- Jean Constantin (1928-2010), Roemeens acteur
- Marin Constantin (1925-2011), Roemeens musicus, componist en dirigent
- Michael Constantine (1927), Amerikaans acteur
- Yorgo Constantine, Amerikaans acteur
- Josefina Constantino (1920-2024), Filipijns essayist, literatuurcriticus en karmelietes
- Anthimus III van Constantinopel (1762-1824), oecumenisch patriarch van Constantinopel (1822-1824)
- Anthimus IV van Constantinopel (1827-1878), oecumenisch patriarch van Constantinopel
- Anthimus V van Constantinopel (+1842), oecumenisch patriarch van Constantinopel (1841-1842)
- Anthimus VI van Constantinopel (1782-1878), oecumenisch patriarch van Constantinopel
- Anthimus VII van Constantinopel (ca. 1830-1913), oecumenisch patriarch van Constantinopel (1895-1896)
- Jean Victor de Constant Rebecque (1773-1850), Nederlands militair
- Mark Consuelos (1971), Spaans/Amerikaans acteur en filmproducent
- Alberto Contador (1982), Spaans wielrenner
- Antonio Conte (1969), Italiaans voetballer en voetbalcoach
- Nicolas-Jacques Conté (1755-1805), Frans schilder en uitvinder
- Karina Content (1960), Nederlands ex-prostituee, politica en publiciste
- Gregorio Conti, bekend als Victor IV, tegenpaus (1138)
- Laura Conti, Italiaans arts, politica en schrijfster
- Michael Angelo Conti, bekend als Paus Innocentius XIII, (1655-1724), paus (1721-1724)
- Rinaldo Conti, bekend als Paus Alexander IV, (ca. 1199-1261), paus (1254-1261)
- Ottobuono Fieschi dei Conti di Lavagna, bekend als Paus Adrianus V, (1220-1276), paus (1276)
- Lotario dei Conti di Segni, bekend als Paus Innocentius III, (ca. 1160-1216), Italiaans paus (1198-1216)
- Alexis Contin (1986), Frans schaatser
- Meher Contractor (1918-1992), Indiaas poppenspeler en kunstenaar
- Pablo Contreras (1978), Chileens voetballer
- Pedro Contreras González (1972), Spaans voetballer
- Frank Converse (1938), Amerikaans acteur
- Hollis Conway (1967), Amerikaans atleet
- John Conway (1937), Brits wiskundige
- Kevin Conway (1942), Amerikaans acteur en filmregisseur
- Mike Conway (1983), Brits autocoureur
- Russ Conway (1925-2000), Brits pianist
- Thomas de Conway (1733-1800), Iers huursoldaat
- Simon Conway Morris (1951), Brits paleontoloog

## Coo
- Edward Coode (1975), Brits roeier

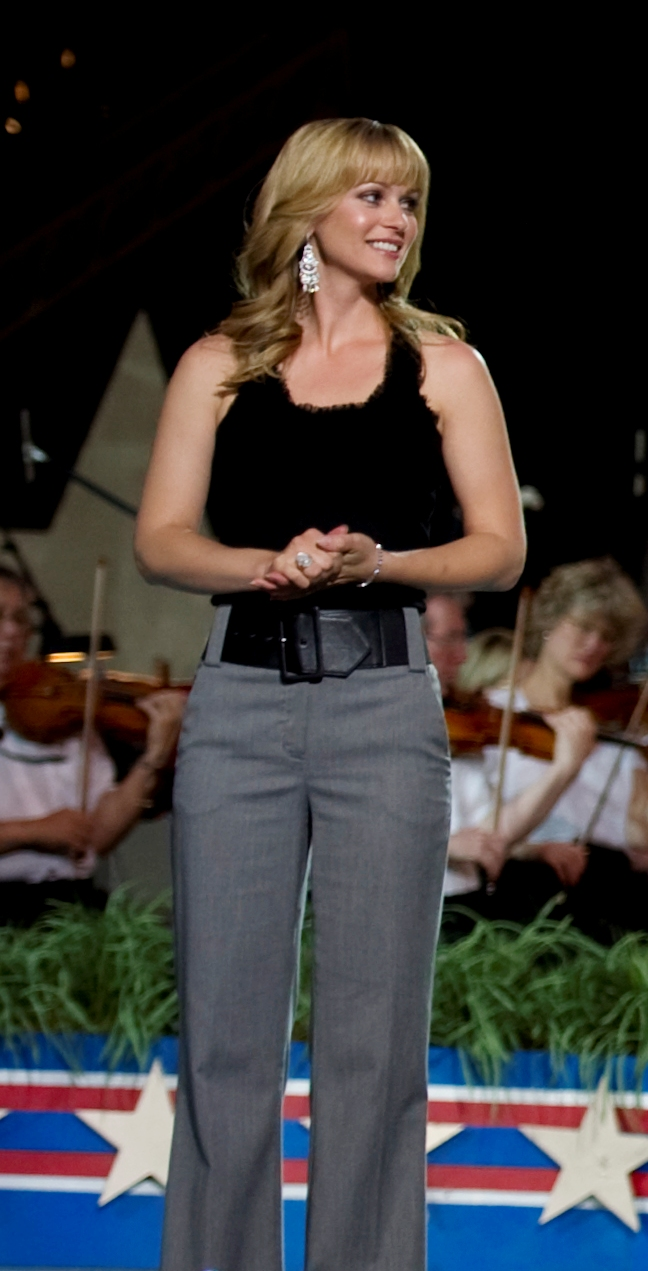
A.J. Cook

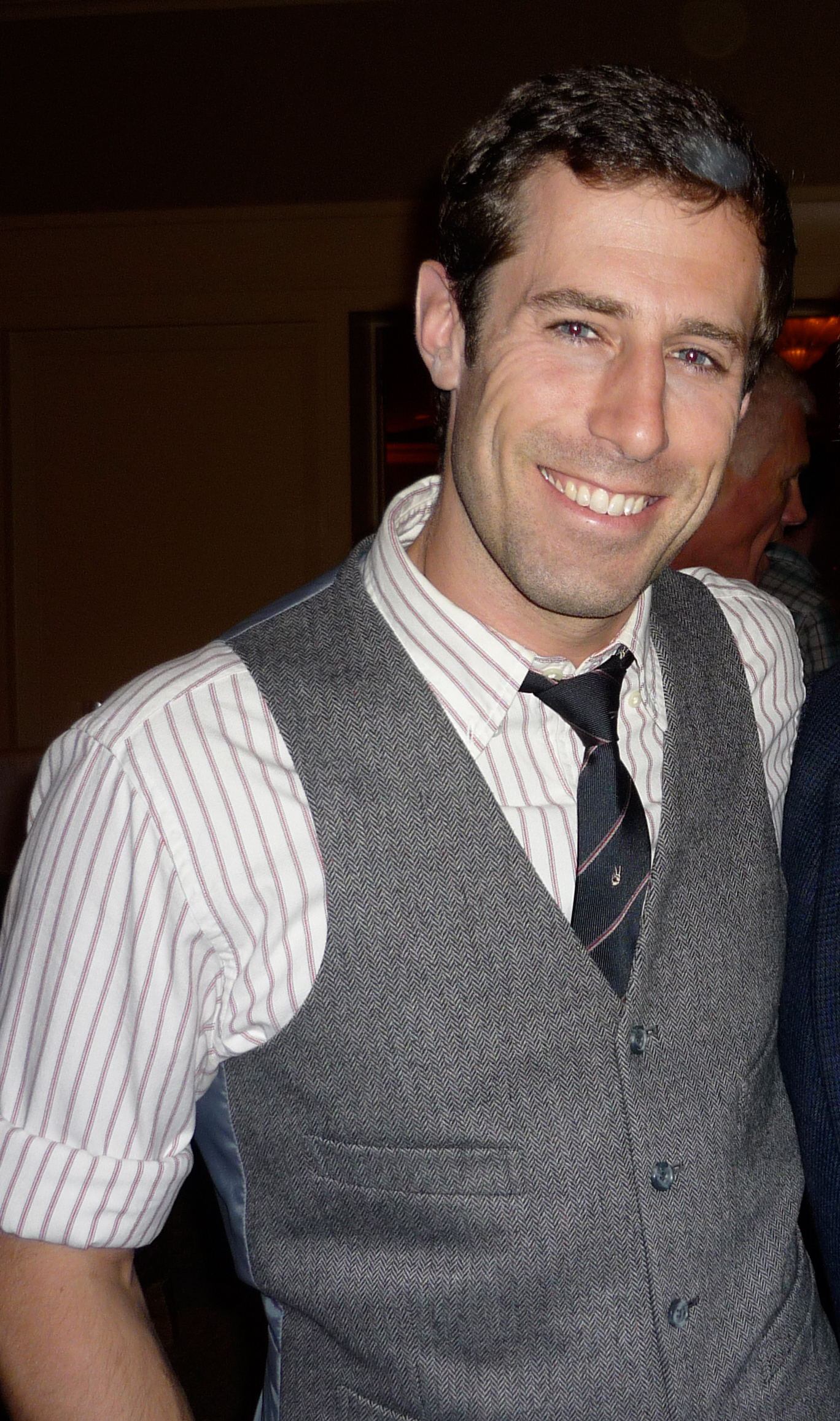
Josh Cooke, 2010

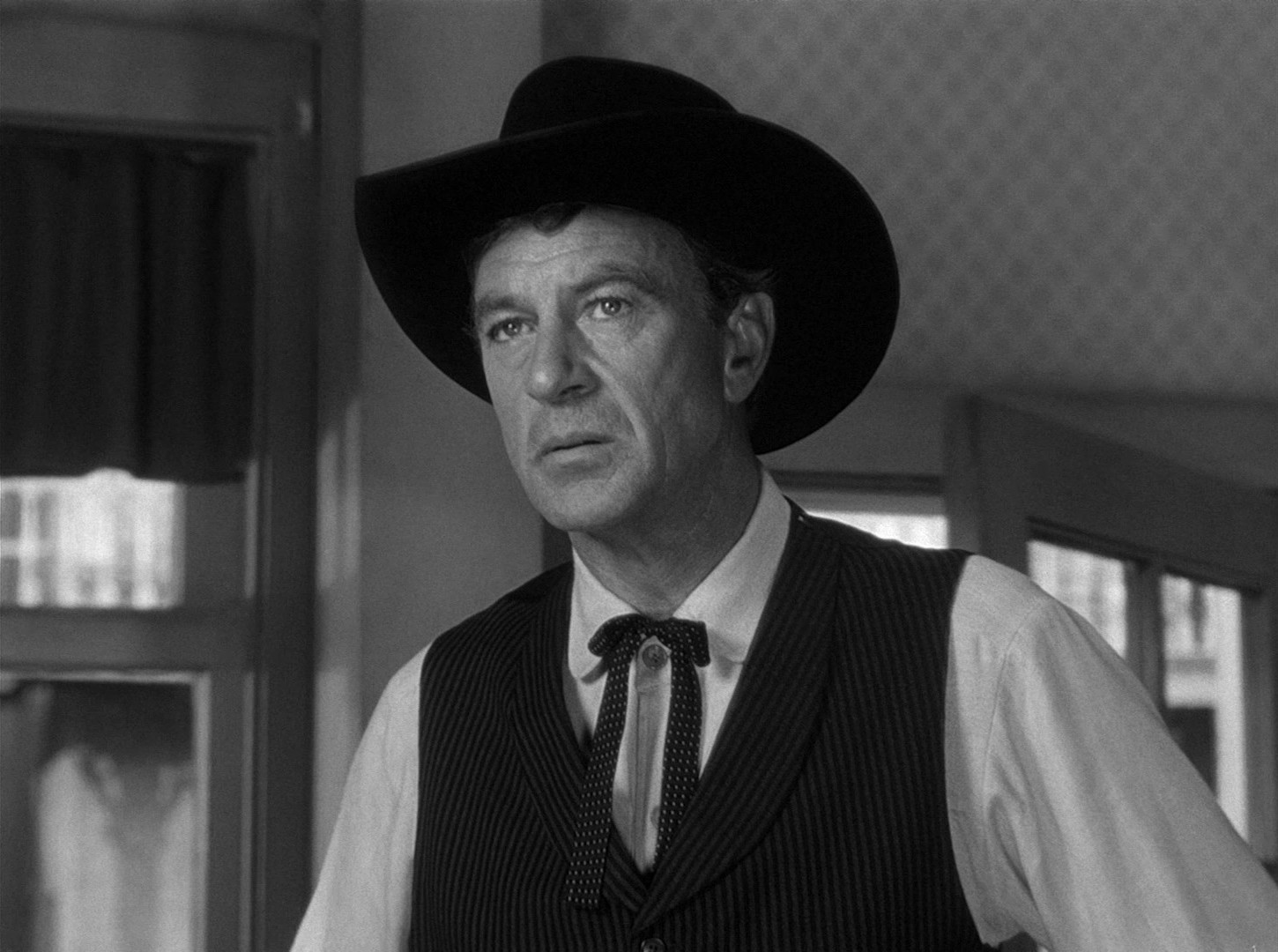
Gary Cooper

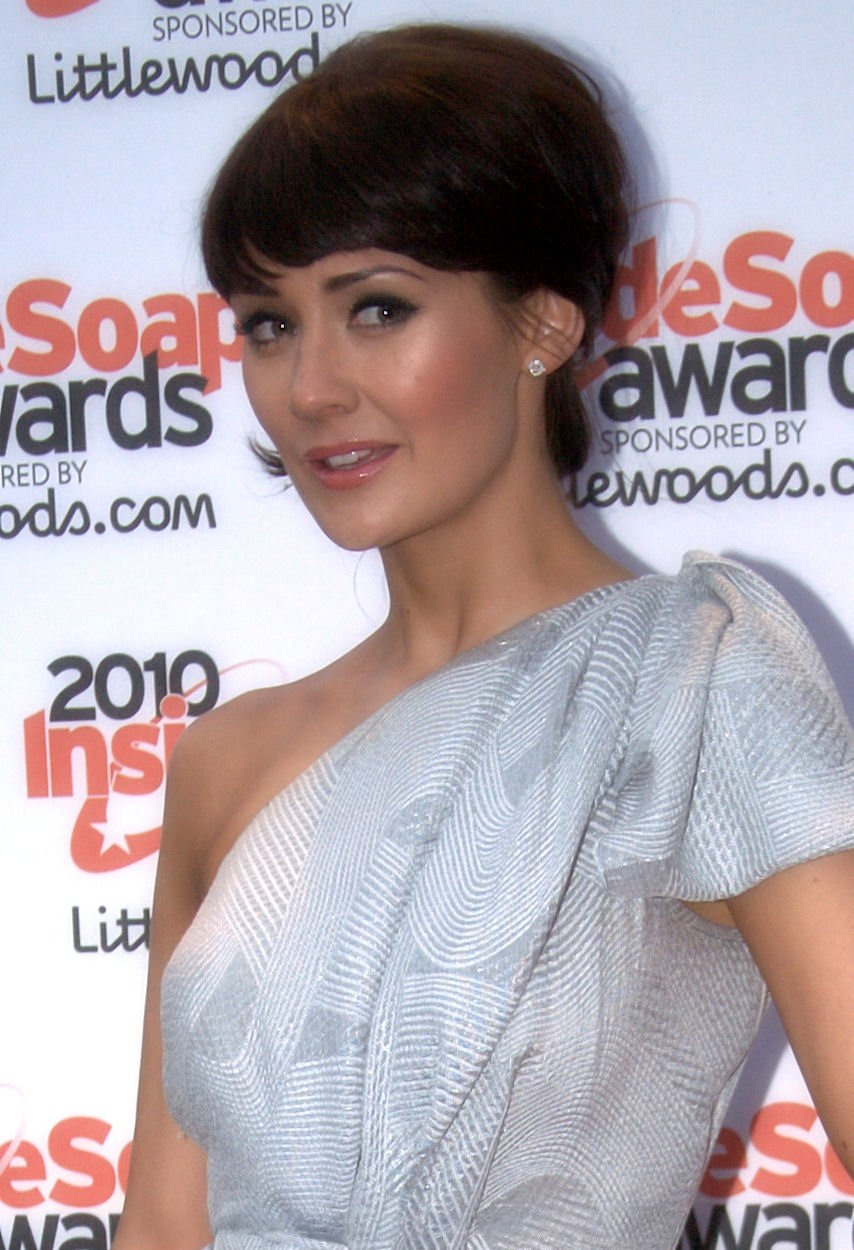
Claire Cooper

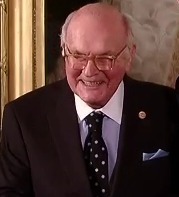
Harry Coover

- Ry Cooder (1947), Amerikaans gitarist
- Andrea Joy (A.J) Cook (1978), Canadees actrice
- Billy Cook (1928-1952), Amerikaans crimineel
- Dane Cook (1972), Amerikaans acteur en stand-upcomedian
- Dustin Cook (1989), Canadees alpineskiër
- Emily Cook (1979), Amerikaans freestyleskiester
- Frederick Cook (1865-1945), Amerikaans ontdekkingsreiziger en arts
- Garry Cook (1958), Brits atleet
- James Cook (1728-1779), Brits ontdekkingsreiziger
- Norman Cook, bekend als Fatboy Slim, (1963), Brits musicus
- Peter Cook (1937-1995), Brits komiek
- Roger Cook (1940), Brits zanger en componist
- Sabré Cook (1994), Amerikaans autocoureur
- Stacey Cook (1984), Amerikaans alpineskiester
- Tamsin Cook (1998), Australisch zwemster
- Tim Cook (1960), Amerikaans ondernemer en topman binnen Apple Inc.
- Alistair Cooke (1908-2004), Brits-Amerikaans journalist
- Arnold Cooke (1906-2005), Brits componist
- Baden Cooke (1978), Australisch wielrenner
- Deryck Cooke (1919-1976), Brits musicoloog
- Henry Cooke (ca. 1615-1672), Brits componist
- Josh Cooke (1979), Amerikaans acteur
- Kirsten Cooke (1952), Brits actrice
- Nicole Cooke (1983), Welsh wielrenster
- Sam Cooke (1931-1964), Amerikaans gospel- en r&b-zanger
- Terence James Cooke (1921-1983), Amerikaans geestelijke en kardinaal van de Katholieke Kerk
- William Fothergill Cooke (1806-1879), Brits elektrotechnicus en uitvinder
- August Cool (1903-1983), Belgisch vakbondsleider
- Aemilius Cool (1618-1688), Nederlands burgemeester
- Catharina Cool (1874-1928), Nederlands mycoloog
- Gregorius Cool (ca. 1570-1629), Nederlands stadssteenhouwer van Gouda
- Hendrik Cool (1905-1957), Nederlands politicus
- Herbert Cool (1985), Nederlands biatleet
- Simon Cool (1804-1864), Amsterdams commissionair, bestuurder en politicus
- Thomas Simon Cool (1831-1870), Nederlands kunstschilder
- Wim Cool (1943), Nederlands jurist en politicus
- Wouter Cool (1848-1928), Nederlands militair en politicus
- Joseph Coole (1878-1940), Belgisch syndicalist en politicus
- Marcel Coole (1913-2000), Belgisch dichter en toneelschrijver
- Louis Coolen (1952), Nederlands voetballer en voetbaltrainer
- Nance Coolen (1973), Nederlands zangeres en tv-presentatrice
- Calvin Coolidge (1872-1933), Amerikaans president (1923-1929)
- Jennifer Lynn Coolidge (1963), Amerikaans acteur
- William David Coolidge (1873-1875), Amerikaans natuurkundige
- Achilles Cools (1949), Belgisch schilder, beeldhouwer, graficus, schrijver, dichter, natuurfilosoof
- Alexander Cools (1941-2013), Nederlands gedragsfarmacoloog
- André Cools (1927-1991), Belgisch politicus
- Anne Cools (1943), Canadees politica
- Auguste Cools (1849-1912), Belgisch politicus
- Bert Cools (1986), Belgisch gitarist
- Bob Cools (1934), Belgisch socialistisch politicus
- Charles Cools (1852-1935), Belgisch politicus
- Dion Cools (1996), Belgisch-Maleisisch voetballer
- Emiel Cools (1865-1933), Belgisch politicus
- Franciscus Cools (1790-1862), Belgisch politicus
- Frans Cools (1918-1999), Belgisch wielrenner
- Frans Cools (1929-2022), Belgisch ingenieur
- Jens Cools (1990), Belgisch voetballer
- Julien Cools (1947), Belgisch profvoetballer
- Jozef Cools (1926-1974), Belgisch politicus
- Kathleen Cools (1963), Belgisch televisiepresentatrice
- Kirsten Cools (1974), Belgisch actrice en musicalactrice
- Lambert Cools (1928-1997), Belgisch politicus
- Marc Cools (1956), Belgisch politicus
- Miel Cools (1935), Vlaams zanger en kleinkunstenaar
- Milo Cools (1948-2006), Belgisch wielrenner
- Pierre Joseph Cools (1800-1884), Belgisch politicus
- Reginald Cools (1618-1706), Zuid-Nederlands bisschop
- Ruud Cools (1908-1987), Nederlands sociaal geograaf en hoogleraar
- Sarah Cools (1997), Belgisch volleybalster
- Stijn Cools (1981), Belgisch drummer
- Thomas Cools (1997), Belgisch voetballer
- Willie Cools (1931-2011), Belgisch kunstschilder en graficus
- Reid Coolsaet (1979), Canadees atleet
- Georges Cools de Juglart (1889-1953), Belgisch politicus
- Gabrielle Cools-Tambuyser (1896-1983), Belgisch politica
- Jolanda Cools-van Dongen (1966), Nederlands wielrenster
- Nelli Cooman (1964), Nederlands atlete
- Albert Coomans de Brachène (1917-2009), Belgisch burgemeester
- Jacques Coomans (1888-1980), Belgisch wielrenner
- Vera Coomans (1949), Belgisch zangeres
- Kevin Cooney (1945), Amerikaans acteur
- Stephen Coonts (1946), Amerikaans auteur
- Alice Cooper (1948), Amerikaans (hard)rockzanger
- Andrew Cooper (1964), Australisch roeier
- Charlotte Cooper (1870-1966), Engels tennisspeelster
- Chuck Cooper (1954), Amerikaans acteur
- Claire Cooper (1980), Brits actrice
- Gary Cooper (1901-1961), Amerikaans acteur
- Gary Cooper (1968), Brits muzikant en dirigent
- Gordon Cooper (1927-2004), Amerikaans ruimtevaarder
- Henry Cooper (1934-2011), Brits bokser
- Isaac Cooper (2004), Australisch zwemmer
- Jacques Cooper (1931-2024), Frans industrieel ontwerper
- Joyce Cooper (1909-2002), Brits zwemster
- Leon Cooper (1930-2024), Amerikaans natuurkundige en Nobelprijswinnaar
- Martin Cooper (1928), Amerikaans uitvinder en ondernemer
- Marty Cooper, Amerikaans zanger en liedschrijver
- Oliver Cooper (1988), Amerikaans acteur, filmproducent en scenarioschrijver
- Rufus Lee Cooper III (1978-2025), Amerikaans rapper als Young Noble
- Roslyn Pesman-Cooper (1938), Australisch hoogleraar, publiciste en wetenschapster
- Tommy Cooper (1922-1984), Brits komiek
- Wilhelmina Behmenburg Cooper (1939-1980), Nederlands-Amerikaans fotomodel
- Ann Coopman (1961-2019), Belgisch politica
- Jean-Pierre Coopman (1942), Vlaams bokser
- Etienne Cooreman (1928), Belgisch politicus
- Jean-Baptiste Cooreman (1855-1938), Belgisch politicus
- Josse Cooreman (1826-1902), Belgisch politicus
- Léonia Juliana Cooreman (1928), Belgisch zangeres en actrice, bekend onder het pseudoniem Annie Cordy
- Dirck Volkertsz. Coornhert (1522-1590), Nederlands kunstenaar en geleerde
- Adriaen Coorte (ca. 1665-na 1707), Nederlands kunstschilder
- Colin Coosemans (1992), Belgisch voetballer
- Harry Coover (1917-2011), Amerikaans chemicus en uitvinder van de secondelijm

## Cop

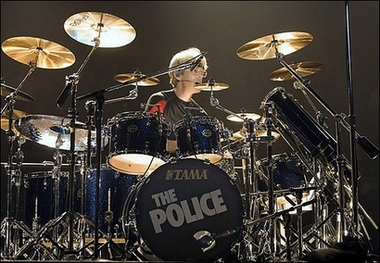
Stewart Copeland (2008)

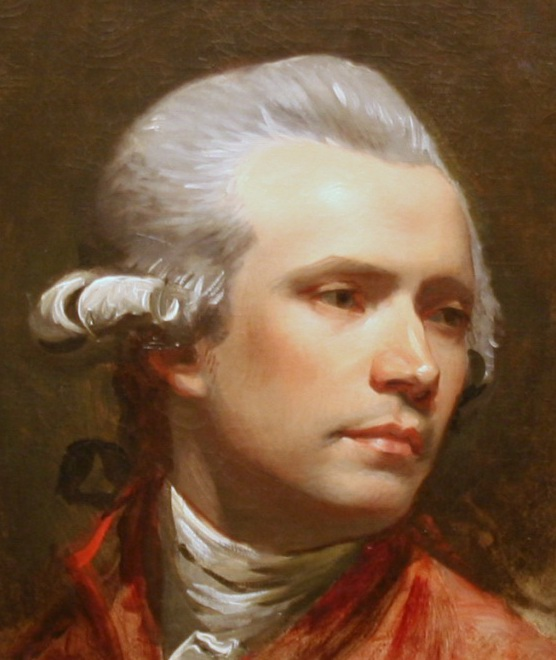
John Singleton Copley

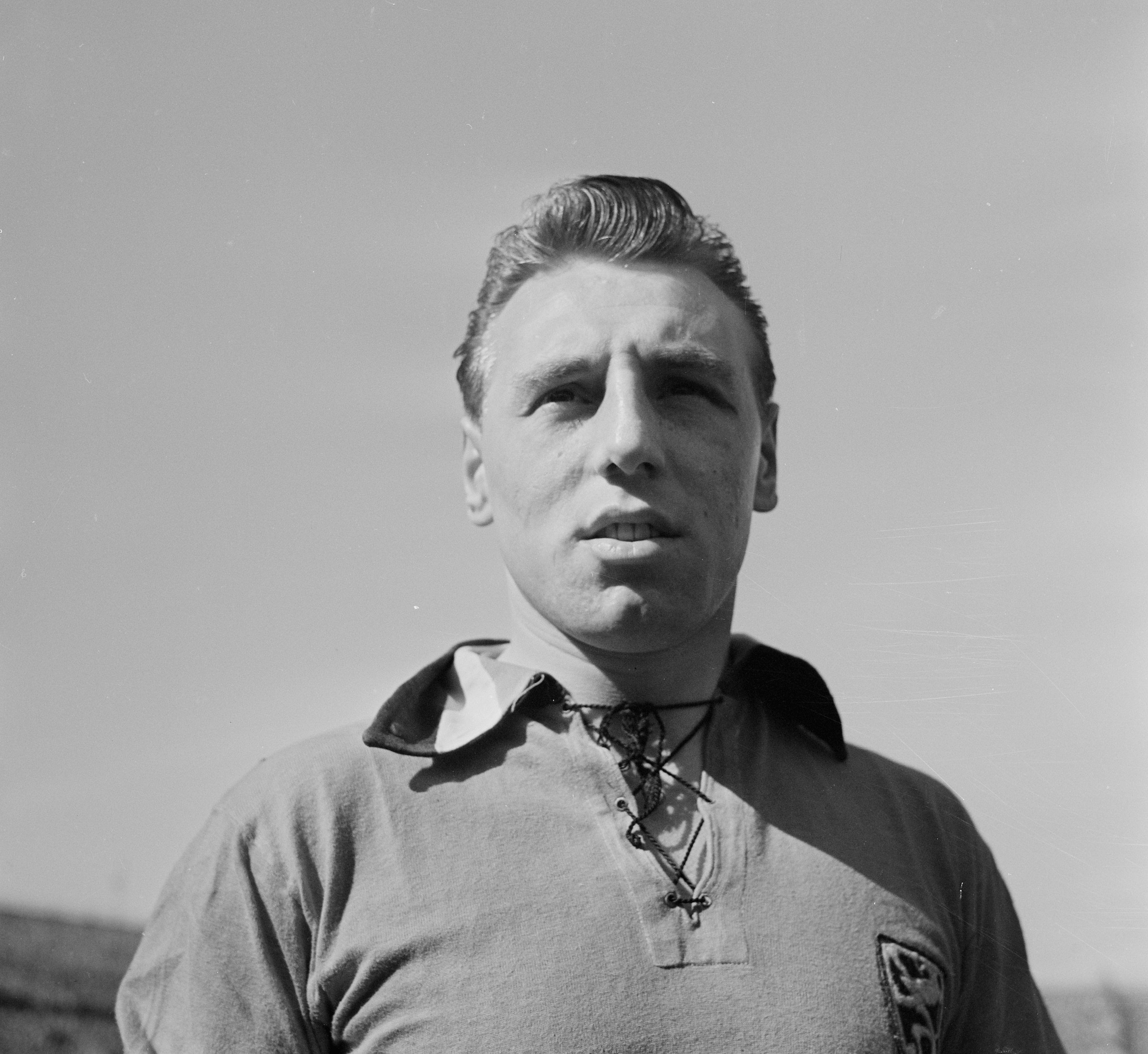
Rik Coppens

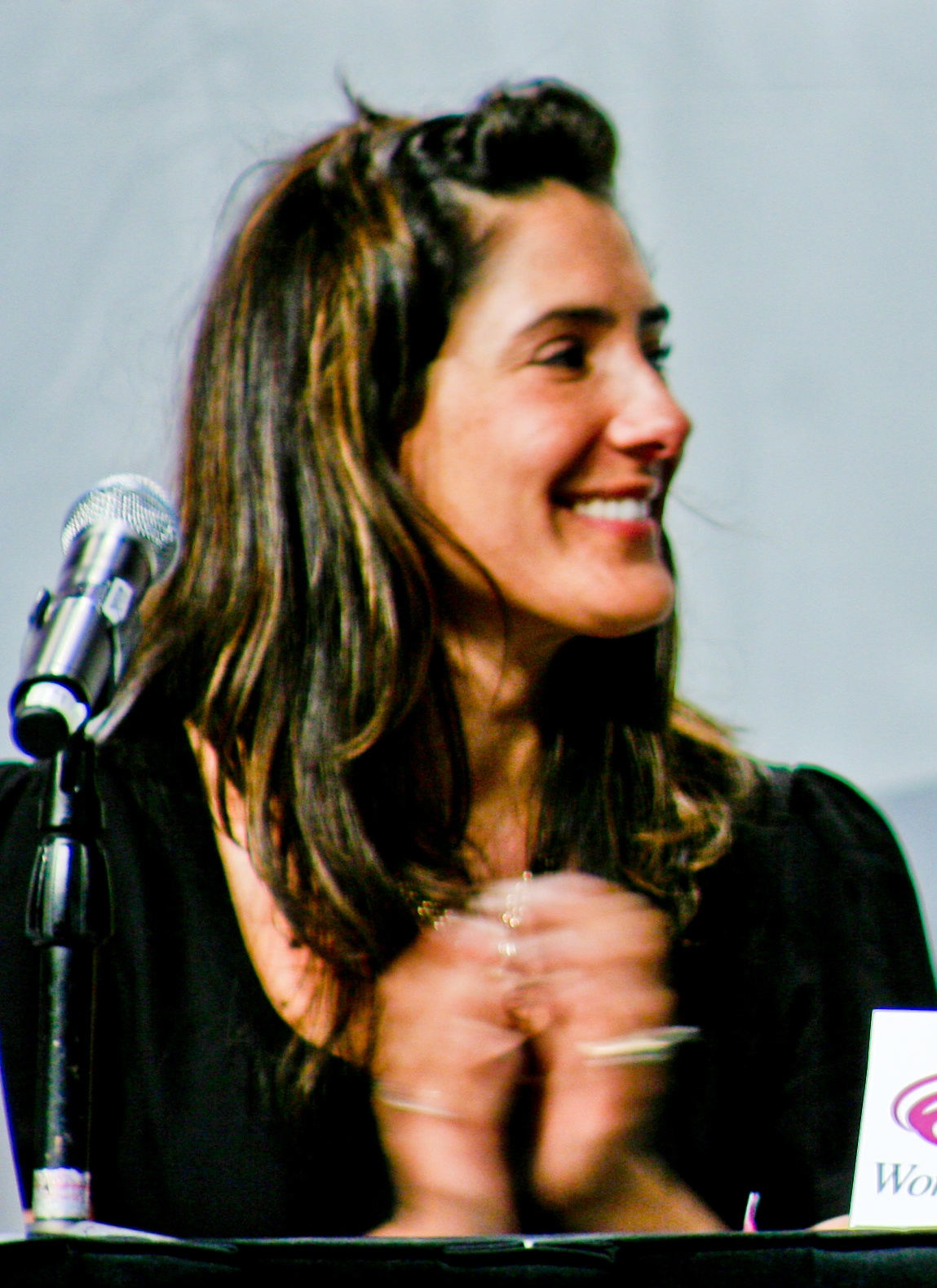
Alicia Coppola (2008)

- Duje Čop (1990), Kroatisch voetballer
- Iztok Čop (1972), Sloveen roeier
- Derrike Cope (1958), Amerikaans autocoureur
- Haley Cope (1979), Amerikaans zwemster
- Jamie Cope (1985), Engels snookerspeler
- Kenneth Cope (1931-2024), Brits acteur
- Joan Copeland (1922-2022), Amerikaans actrice
- Katherine Copeland (1990), Brits roeister
- Stewart Copeland (1952), Amerikaans drummer
- Alexis Copello (1985), Cubaans-Azerbeidzjaans atleet
- Yasmani Copello (1987), Cubaans-Turks atleet
- Nicolaus Copernicus (1473-1543), Pools astronoom
- Caroline Copers (1960), Belgisch vakbondsbestuurder
- Leo Copers (1947), Belgisch kunstenaar
- Andries Dirk Copier (1901-1991), Nederlands ontwerper en glaskunstenaar
- Carel Copier (1952-2024), Nederlands drummer
- Aaron Copland (1900-1990), Amerikaans componist, muziekpedagoog, dirigent en pianist
- John Singleton Copley (1738-1815), Amerikaans schilder
- Paul Copley (1944), Brits acteur
- Eugène Jean Copman (1839-1930), Belgisch kunstenaar
- Robert Coppée (1895-1970), Belgisch voetballer
- Paul Coppejans (1933-2018), Belgisch atleet
- Jérôme Coppel (1986), Frans wielrenner
- Achiel Alidor Joseph Coppenolle (1885-1954), Belgisch marktzanger
- Amaya Coppens (1994), Belgisch-Nicaraguaans studentenactiviste
- Astrid Coppens (1983), Belgisch televisiepersoonlijkheid, model, zangeres en actrice, ook bekend als Astrid Nuyens en Astrid Bryan
- Augustin Coppens (1668-1740), Zuid-Nederlands kunstschilder, tekenaar en graveur
- Bob Coppens (1978), Belgisch politicus
- Charles Coppens (1796-1874), Belgisch politicus
- Christophe Coppens (1969), Belgisch kunstenaar
- Claude Coppens (1936), Belgisch componist en pianist
- Dieter Coppens (1978), Belgisch acteur en tv-maker
- Edgard Coppens (1931-1994), Belgisch politicus en vakbondsbestuurder
- Edmond Coppens (1905-1986), Belgisch politicus
- Emmanuel Coppens (1792-1867), Belgisch politicus
- Eugène Coppens (1805-1870), Belgisch politicus
- François Coppens (1799-1873), Belgisch architect
- Freddy Coppens (1946), Belgisch televisie- en filmregisseur
- Henri Coppens (1918-2003), Belgisch voetballer
- Jo Coppens (1990), Belgisch voetballer
- Joep Coppens (1940-2024), Nederlands beeldhouwer
- Jozef Coppens (1896-1981), Belgisch hoogleraar
- Jozef Coppens (?), Belgisch politicus
- Louis Coppens (1799-1836), Belgisch politicus
- Mario Coppens (1960), Belgisch vakbondsleider
- Martien Coppens (1908-1986), Nederlands kunstfotograaf
- Mathias Coppens (1978), Belgisch televisiepresentator, acteur en regisseur
- Omer Coppens (1864-1926), Frans-Belgisch kunstschilder
- Raf Coppens (1965), Belgisch cabaretier
- René Coppens (1943), Belgisch politicus
- Rik Coppens (1930-2015), Belgisch voetballer
- Staf Coppens (1981), Belgisch presentator en acteur
- Thera Coppens (1947), Nederlands schrijfster
- Thierry Coppens (1979), Belgisch voetballer
- Toon Coppens (?), Belgisch ondernemer
- Yves Coppens (1934-2022), Frans paleontoloog
- Willy Coppens de Houthulst (1892-1986), Belgisch diplomaat, militair en vliegenier
- Mieke Coppens-Frehe (1940), Nederlands beeldhouwer en medailleur
- Els Coppens-van de Rijt (1943), Nederlands kunstschilderes en schrijfster
- Gillis Coppens van Diest (ca. 1496-1572), Vlaams drukker
- Ger Copper (1953-2020), Nederlands goochelaar
- David Copperfield (1956), Amerikaans illusionist
- Fausto Coppi (1919-1960), Italiaans wielrenner
- Alfons Coppieters (1924-2016), Belgisch politicus
- Maurits Coppieters (1920-2005), Vlaams politicus
- Charlotte Coppin (1998), Belgisch volleybalster
- Marguerite Coppin (1867-1931), Belgisch schrijfster, vertaalster, feministe en theosofe
- Feuillien de Coppin de Falaën (1800-1887), Belgisch edelman, gouverneur en lid van het Belgisch Nationaal Congres
- Alicia Coppola (1968), Amerikaans actrice
- Francis Ford Coppola (1939), Amerikaans filmproducer, filmregisseur, scenarioschrijver en wijnboer
- Sofia Coppola (1971), Amerikaans actrice en filmregisseur
- Michael Copps (1940), Amerikaans hoogleraar en bestuurder
- John Coprario (1575-1626), Brits componist

## Cor

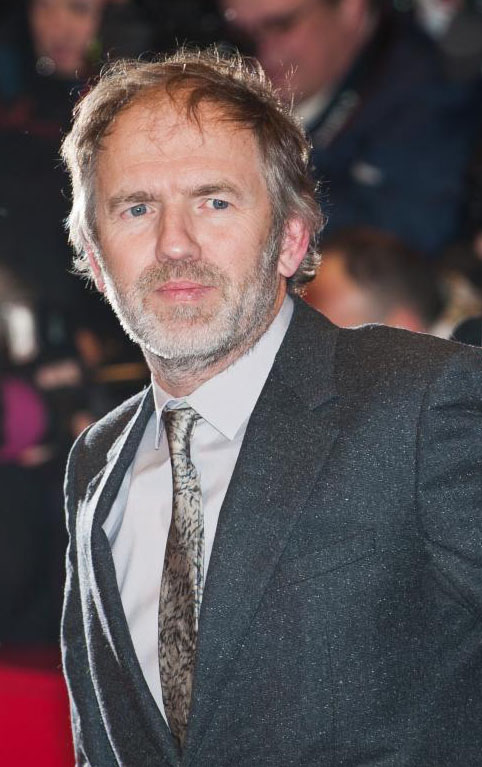
Anton Corbijn (2012)

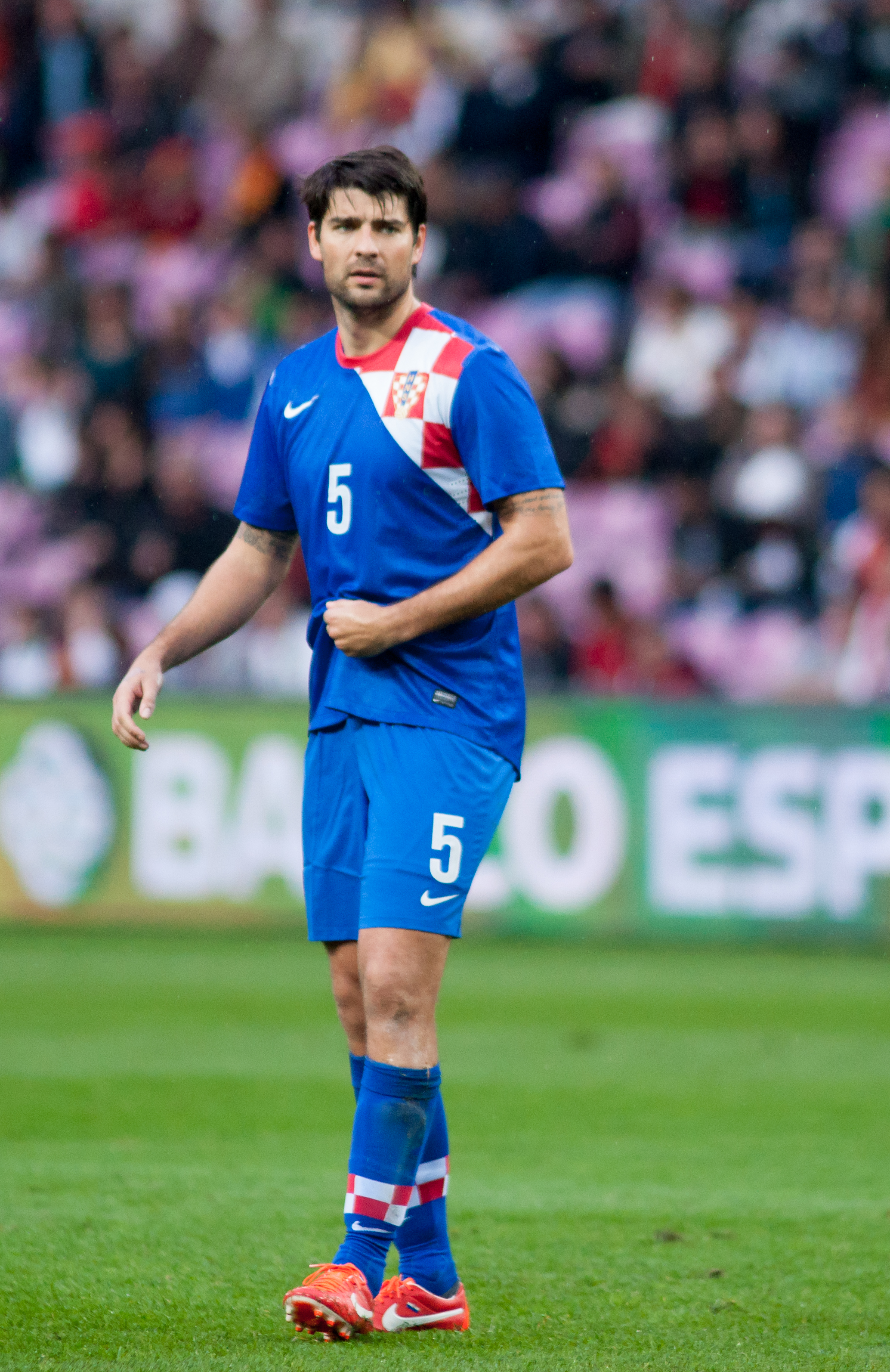
Vedran Ćorluka

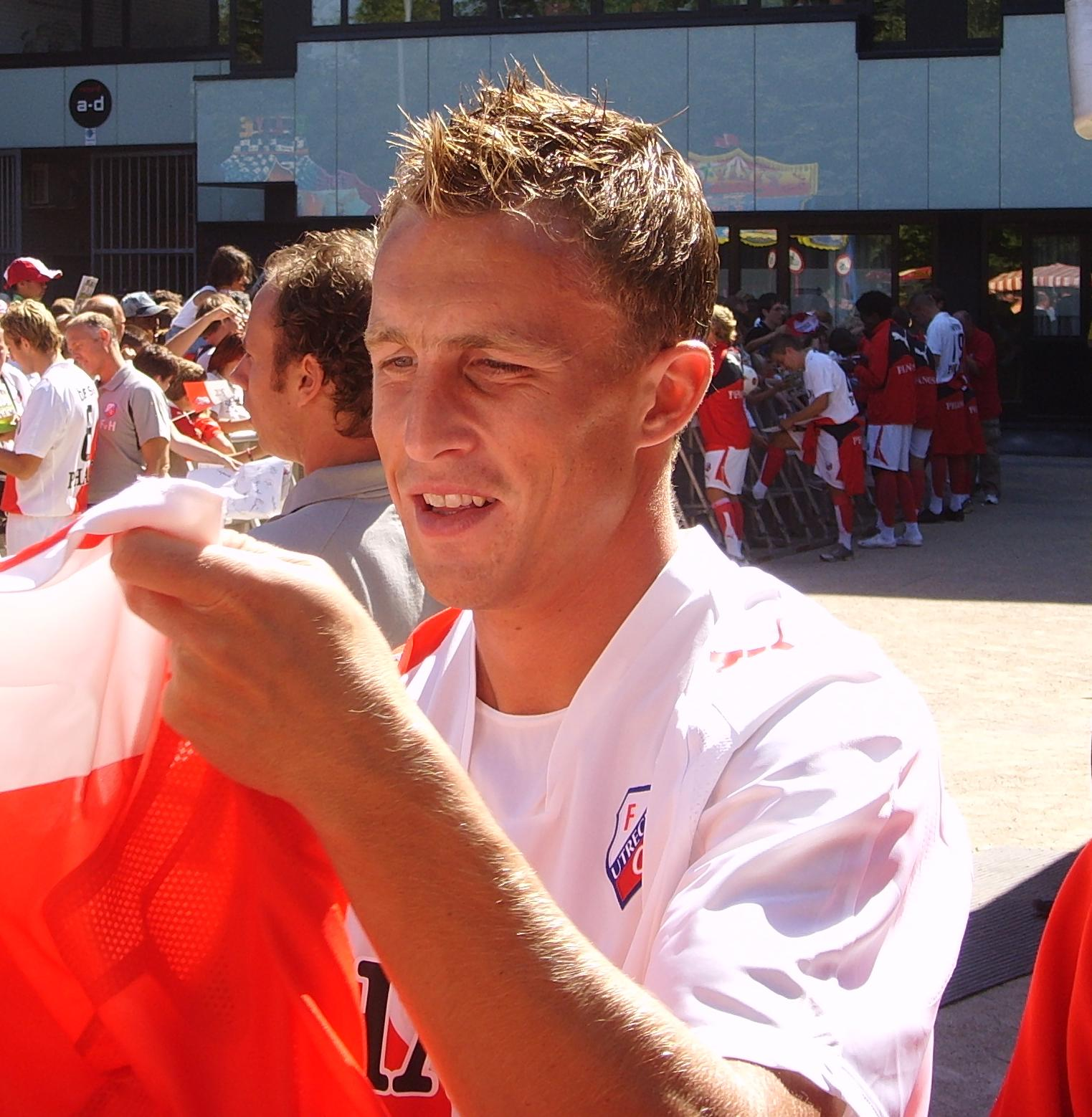
Tim Cornelisse

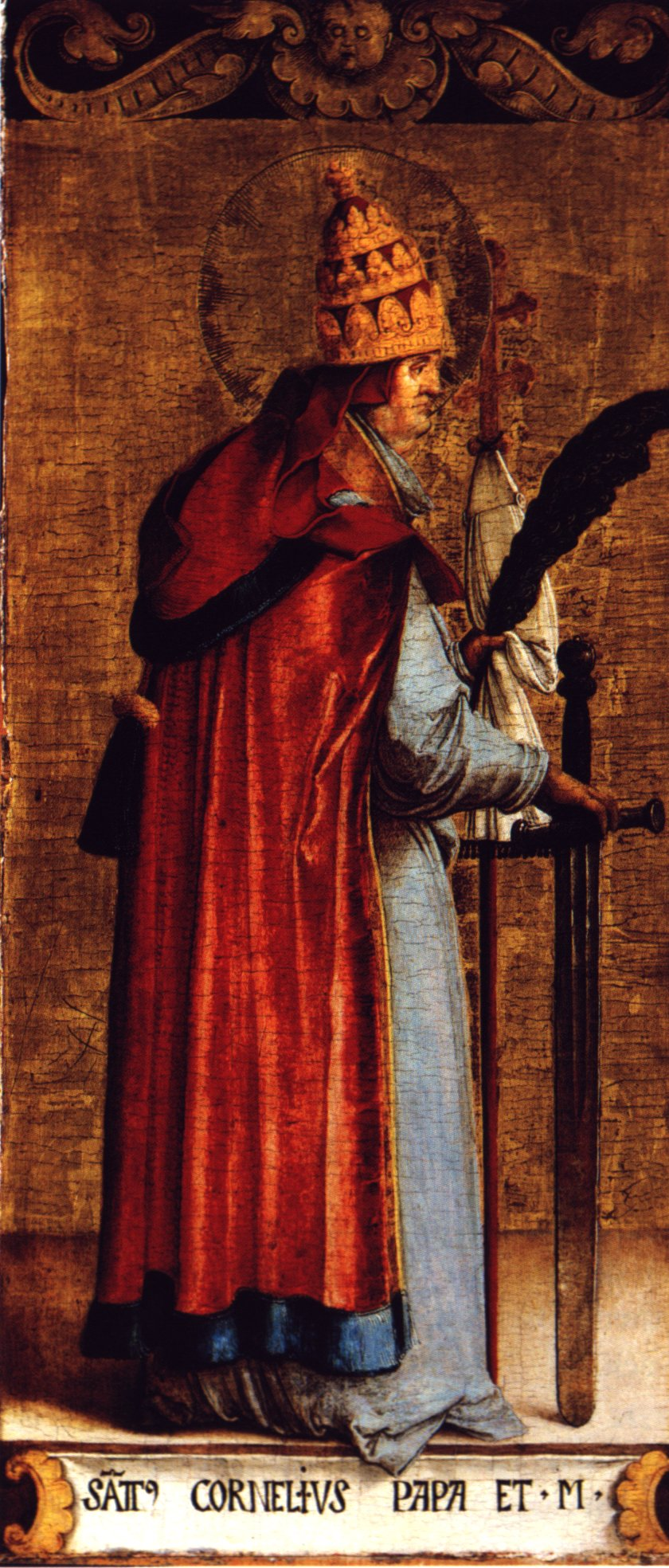
Paus Cornelius

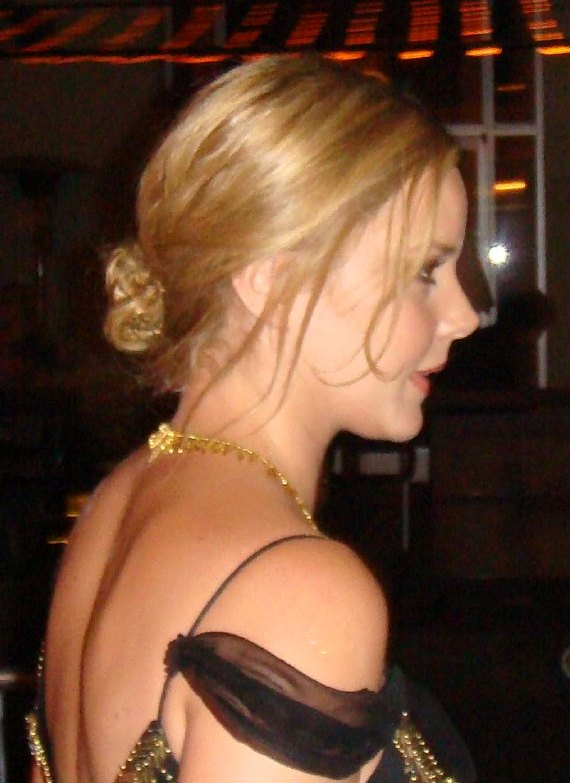
Abbie Cornish

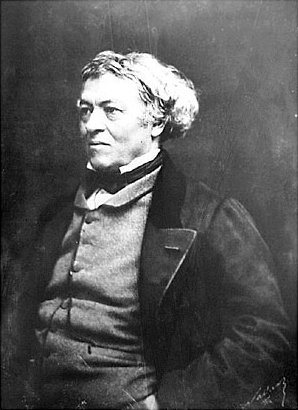
Jean-Baptiste Corot

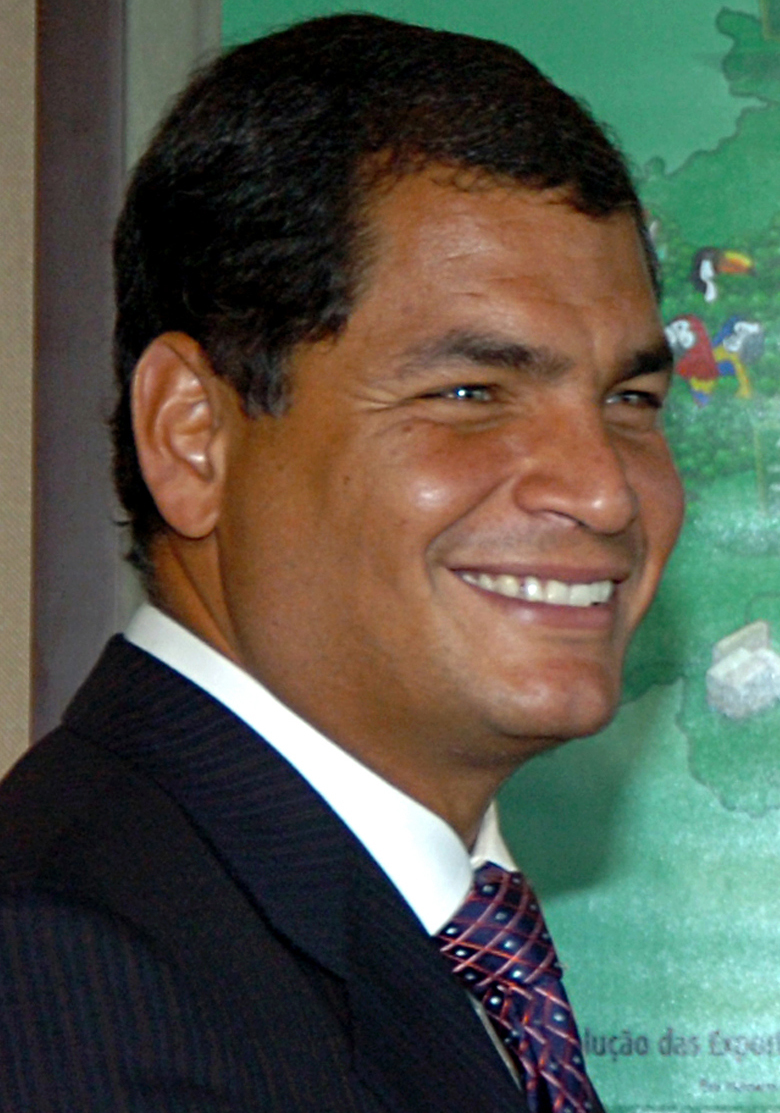
Rafael Correa

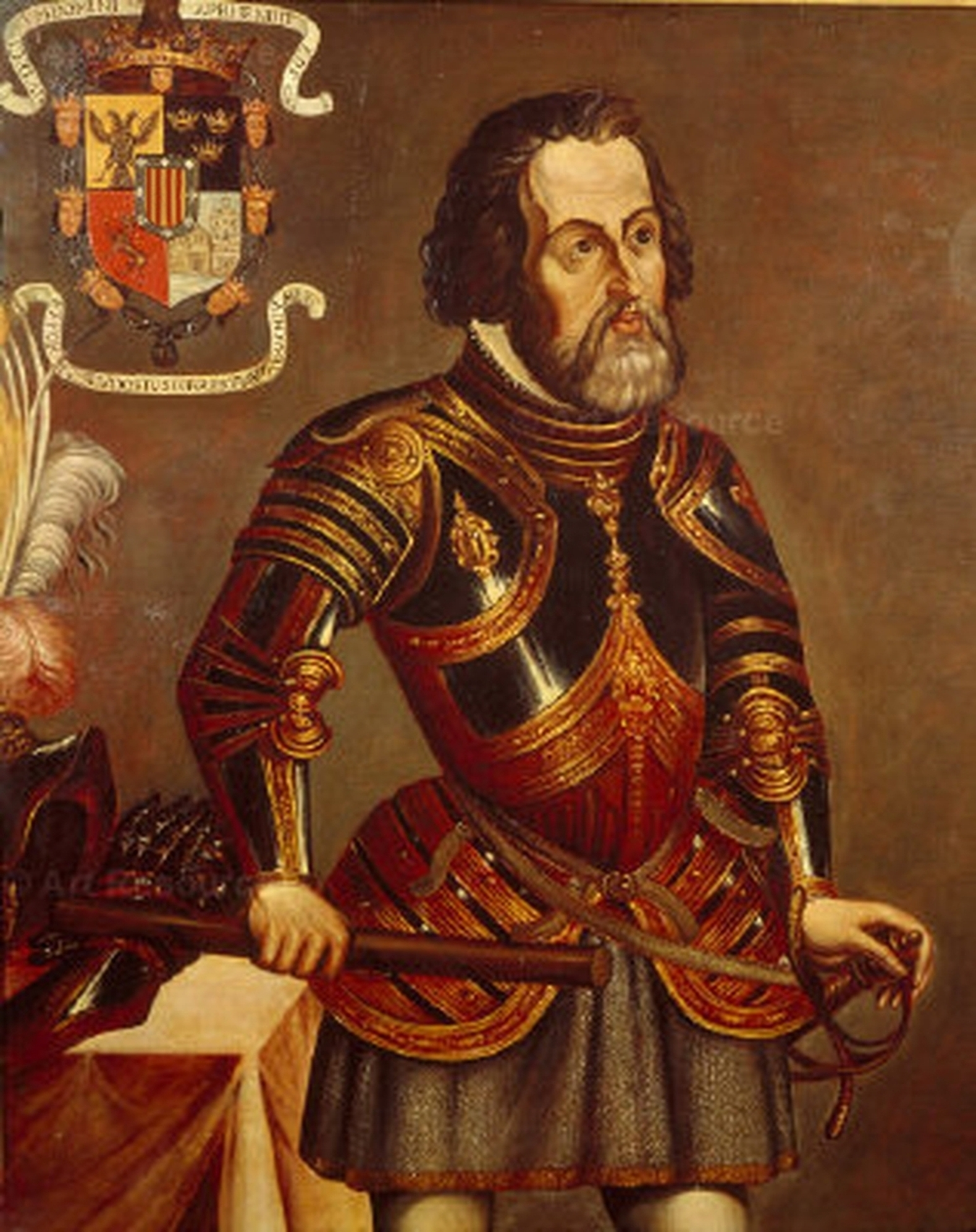
Hernán Cortés

- Edwin Coratti (1991), Italiaans snowboarder
- Fernando J. Corbató (1926-2019), Amerikaans informaticus
- Caspar Corbeau (2001), Nederlands zwemmer
- Xavier Corberó (1935-2017), Spaans beeldhouwer
- Corneille du Corbier (1917-1945), Nederlands verzetsstrijder
- Anton Corbijn (1955), Nederlands fotograaf
- Peter Corbijn (1964), Nederlands voetballer
- Orso Mario Corbino (1876-1937), Italiaans natuurkundige en politicus
- Frédéric Corbisier (1796-1877), Belgisch politicus en ondernemer
- Maurice Corbisier (1956), Belgisch vakbondsbestuurder
- Anne-Marie Corbisier-Hagon (1947), Belgisch politica
- Benjamin Corbisier de Méaultsart (1788-1883), Belgisch edelman
- Kevin Corcoran (1949-2015), Amerikaans acteur
- Mathieu Cordang (1869-1942), Nederlands wielrenner
- Fernando Riscado Cordas (1975), Nederlands klassiek gitarist
- Amaury Cordeel (2002), Belgisch autocoureur
- Leonardo Cordeiro (1989), Braziliaans autocoureur
- Rob Cordemans (1974), Nederlands honkballer
- Kevin Cordes (1993), Amerikaans zwemmer
- Fabio Cordi (1988), Italiaans snowboarder
- Arnaud Cordier (1974), Frans dammer
- Baude Cordier (ca. 1380-vóór 1440), Frans componist
- Georges Cordier (1901-1941), Belgisch syndicalist en politicus
- Ives Cordier (1984), Belgisch voetballer
- Jean Cordier (vóór 1440-1501), Zuid-Nederlands zanger en geestelijke
- John Cordier (1941-2002), Belgisch ondernemer en politicus
- Mathurin Cordier (1479 of 1480-1564), Frans grammaticus, theoloog en kerkhervormer
- Michael Cordier (1984), Belgisch voetballer
- Noëlle Cordier (1944), Frans zangeres
- Yves Cordier (1962), Frans triatleet
- Ignace Cordier de Roucourt (1785-1871), Zuid-Nederlandse edelman
- Jaime Córdoba (1950-2024), Curaçaos politicus
- Annie Cordy (1928-2020), Belgisch zangeres en actrice; pseudoniem van Léonia Juliana Cooreman
- Paul Cordy (1966), Belgisch politicus
- Raymond Cordy (1898-1956), Frans acteur
- Arcangelo Corelli (1653-1713), Italiaans componist
- Franco Corelli (1921-2003), Italiaans operazanger (tenor)
- Edward Coremans (1835-1910), Belgisch politicus
- Paul Coremans (1908-1965), Belgisch scheikundige, museumdirecteur en bestuurder
- Tim Coremans (1991), Nederlands voetballer
- Wim Coremans (1938-2016), Belgisch voetballer
- Irwin Corey (1914-2017), Amerikaans komiek en acteur
- Billy Corgan (1967), Amerikaans rockmusicus
- Deysi Cori (1993), Peruviaans schaakster
- Guillermo Coria (1982), Argentijns tennisser
- Ante Ćorić (1997), Kroatisch voetballer
- Eric Corijn (1947), Belgisch hoogleraar en activist
- Herman Corijn (1920-1996), Belgisch historicus
- Rita Corita (1917-1998), Nederlands zangeres en televisie-panellid
- Annie Corley (1952), Amerikaans actrice
- Vedran Ćorluka (1986), Bosnisch-Kroatisch voetballer
- Allan McLeod Cormack (1924-1998), Amerikaans natuurkundige en Nobelprijswinnaar
- Maddie Corman (1970), Amerikaans actrice
- Roger Corman (1926-2024), Amerikaans filmproducent en filmregisseur
- Alain Corneau (1943-2010), Frans filmmaker
- Corneille (1922-2010), Nederlands kunstschilder en beeldhouwer
- Rosanne Corneille (1948), Belgisch atlete
- Florencio Cornelia (1981), Nederlands voetballer
- Giovanni Nasalli Rocca di Corneliano (1872-1952), Italiaans kardinaal
- Albert Cornelis (ca. 1475-1531), Zuid-Nederlands kunstschilder
- Arnold Cornelis (1934-1999), Nederlands cultuurfilosoof, kennistheoreticus en auteur
- Evert Cornelis (1884-1931), Nederlands dirigent en organist
- Florien Cornelis (1978), Nederlands hockeyspeelster
- Frans Cornelis (1915-2003), Belgisch politicus
- Hans Cornelis (1982), Belgisch voetballer
- Hendrik Cornelis (1910-1999), Belgisch ambtenaar en gouverneur-generaal
- Jean Cornelis (1941-2016), Belgisch voetballer
- Johan Cornelis (?), Belgisch politicus
- Karel Lodewijk Joseph Cornelis (1819-1884), Nederlands politicus
- Ludo Cornelis (1951), Belgisch rechtsgeleerde
- Mungu Cornelis (1980), Belgisch acteur, regisseur en cabaretier
- Pierre Cornelis (1897-1957), Belgisch fotograaf
- Stefan Cornelis (1965), Belgisch politicus
- Walter Cornelis (1933-1999), Belgisch acteur
- Wim Cornelis (1949), Nederlands politicus
- Wim Cornelis (?), Nederlands hockeybestuurder
- Paulien Cornelisse (1976), Nederlands schrijfster, cabaretière en columniste
- Tim Cornelisse (1978), Nederlands voetballer
- Yuri Cornelisse (1975), Nederlands voetballer
- Adelinde Cornelissen (1979), Nederlandse dressuurrijdster
- Bjorn Cornelissen (1976), Nederlands wielrenner
- Christiaan Cornelissen (1864-1942), Nederlands activist, schrijver, libertair syndicalist, marxist en anarchist
- Dien Cornelissen (1924-1915), Nederlands politica
- Fons Cornelissen (1926), Belgisch syndicalist en politicus
- Hans Cornelissen (1956), Nederlands acteur
- Ignace Cornelissen (1960), Belgisch acteur en toneelregisseur
- Igor Cornelissen (1935), Nederlands journalist en schrijver
- Jacques Marie Johannes Cornelissen (1909-1999), Nederlands politicus
- Jean-Pierre Cornelissen (1949), Belgisch politicus
- Johan Cornelissen (1897-1964), Nederlands politicus en bestuurder
- Ko Cornelissen (1904-1954), Nederlands bokser
- Marije Cornelissen (1974), Nederlands politica
- Peter Antonius Maria (Pam) Cornelissen (1934-1920), Nederlands politicus
- Ton Cornelissen (1964), Nederlands voetballer
- Franciscus Petrus Cornelissen de Schooten (1744-1827), Zuid-Nederlands edelman
- Jacob Cornelissen de Weynsbroeck (1757-1813), Zuid-Nederlands edelman en burgemeester
- Cornelius (+253), paus (251-253)
- Peter Cornelius (1824-1874), Duits componist en dichter
- Chris Cornell (1964), Amerikaans jazzmusicus
- Eric Cornell (1961), Amerikaans natuurkundige en Nobelprijswinnaar
- Joseph Cornell (1903-1972), Amerikaans kunstenaar
- David Gregor Corner (1585-1648), Duits abt, kerklieddichter en theoloog
- Alizé Cornet (1990), Frans tennisster
- Clotaire Cornet (1906-2001), Belgisch politicus
- George Cornet (1877-1952), Brits waterpolospeler
- Gnaly Cornet (1996), Frans-Ivoriaans voetballer
- Henri Cornet (1884-1941), Frans wielrenner
- Jacobus Ludovicus Cornet (1815-1882), Nederlands kunstschilder en tekenaar
- Jacques Cornet (1935), Belgisch atleet
- Jean-Baptiste Cornet (1824-1893), Belgisch politicus
- Lynda Cornet (1962), Nederlands roeister
- Marianne Cornet (SoulSister, 1972), Surinaams zangeres, actrice en schrijfster
- Peeter Cornet (ca. 1575-1633), Zuid-Nederlands componist
- Ron Cornet (1958), Vlaams acteur
- Severin Cornet (ca. 1520-1582/1583), Frans-Vlaams componist
- Véronique Cornet (1968-2015), Belgisch politicus
- Charles Cornet d'Elzius (1922-2006), Belgisch politicus
- John Cornet d'Elzius (1961), Belgisch diplomaat
- Georges Cornet d'Elzius de Peissant (1872-1946), Belgisch politicus
- François Cornet de Grez (1771-1827), Belgisch politicus
- Ferdinand Cornet de Grez d'Elzius (1797-1869), Belgisch politicus
- Adriaan David Cornets de Groot (1804-1829), Nederlands kandidaat-ambtenaar en opsteller Javaanse grammatica
- Marco Cornez (1957-2022), Chileens voetballer
- John Cornforth (1917-2013), Australisch chemicus en Nobelprijswinnaar
- Clemens Cornielje (1958-2022), Nederlands bestuurder en politicus
- Chris Corning (1999), Canadees snowboarder
- Leonie Cornips (1960), Nederlands taalkundige en sociolinguïst
- Abbie Cornish (1982), Australisch actrice
- Jessica Ellen Cornish, bekend als Jessie J, (1988), Engels singer-songwriter
- Jacques Cornu (1953), Zwitsers motorcoureur
- William Cornysh (1465-1523), Brits componist
- Joan Coromines i Vigneaux (1905-1997), Catalaans taalkundige en lexicograaf
- José de Jesús Corona (1981), Mexicaans voetballer
- Renato Corona (1948-2016), Filipijns (opper)rechter
- Dannes Coronel (1973-2020), Ecuadoraans voetballer
- Samuel Senior Coronel (1827-1892), Nederlands arts
- Tim Coronel (1972), Nederlands autocoureur
- Tom Coronel (1972), Nederlands autocoureur
- Uri Coronel (1946-2016), Nederlands voetbalbestuurder
- Jean-Baptiste Corot (1796-1875), Frans schilder
- Johannes van der Corput (1890-1975), Nederlands wiskundige
- Onofre Corpuz (1926), Filipijns wetenschapper en schrijver
- Croline Corr (1973), Iers drummer
- Jim Corr (1964), Iers gitarist
- Manuel Alonso Corral, bekend als Petrus II, (1934-2011), advocaat en tegenpaus
- Haílton Corrêa de Arruda (1937-2025), Braziliaans voetballer.
- Isabella Correa (ca. 1655-ca. 1700), Joods-Spaans-Nederlands dichteres
- Juan Manuel Correa (1999), Ecuadoraans-Amerikaans autocoureur
- Rafael Correa (1963), Ecuadoraans president
- Fausto Correia (1951-2007), Portugees politicus
- Carmela Corren (1938-2022), Israëlisch schlagerzangeres
- Angelo Correr, bekend als paus Gregorius XII, (ca. 1326-1417), paus (1406-1415)
- Àlex Corretja (1974), Spaans tennisser
- José Justo Corro (1794-1836), president van Mexico (1836-1837)
- Willy Corsari (1897-1998), Nederlands schrijfster
- Mary Corse (1945), Amerikaans abstract kunstenaar
- Troy Corser (1971), Australisch motorcoureur
- Simone Corsi (1987), Italiaans motorcoureur
- Lorenzo Corsini, bekend als Paus Clemens XII, (1652-1740), paus (1730-1740)
- Ferry Corsten (1973), Nederlands dj
- Marc Corstjens (1965), Belgisch atleet
- Cornelis Cort (1533-1578), Nederlands graveur en tekenaar
- Julio Cortázar (1914-1984), Argentijns schrijver
- Jules de Corte (1924-1996), Nederlands liedschrijver en zanger
- Luc Cortebeeck (1950), Belgisch syndicalist
- Jan Cortenbach (1959), Nederlands atleet
- Édouard Cortès (1882-1969), Frans schilder
- Hernán Cortés de Monroy (1485-1547), Spaans veroveraar
- Máximo Cortés (1988), Spaans autocoureur
- Omer Corteyn (1896-1979), Belgisch atleet
- Pierre-Yves Corthals (1975), Belgisch autocoureur
- Gijsbertus Martinus Cort Heyligers (1770-1849), Nederlands militair
- Claudio Corti (1987), Italiaans motorcoureur
- Jesse Corti (1955), Amerikaans acteur en filmproducent
- Marco Corti (1986), Italiaans wielrenner
- Maria van Cortlandt (1645-1689), waarnemend patroon van de kolonie Rensselaerswijck
- Johan Cortlever (1885-1972), Nederlands zwemmer en waterpoloër
- Bob Cortner (1927-1959), Amerikaans autocoureur
- Pietro da Cortona (1596-1669), Italiaans kunstenaar
- Jean-Pierre Cortot (1787-1843), Frans beeldhouwer
- Pieter Cort van der Linden (1846-1935), Nederlands politicus
- Pieter Willem Jacob Henri Cort van der Linden (1893-1969), Nederlands politicus
- Lora Corum (1899-1949), Amerikaans autocoureur
- Coşkun Çörüz (1963), Nederlands politicus
- Alicia Corveleyn (1905-2017), Belgisch oudste persoon
- Charles Corver (1936-2020), Nederlands voetbalscheidsrechter

## Cos

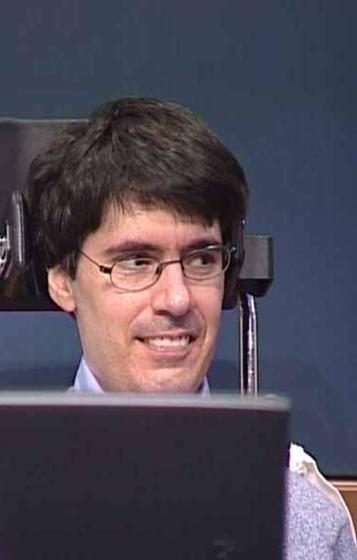
Luca Coscioni

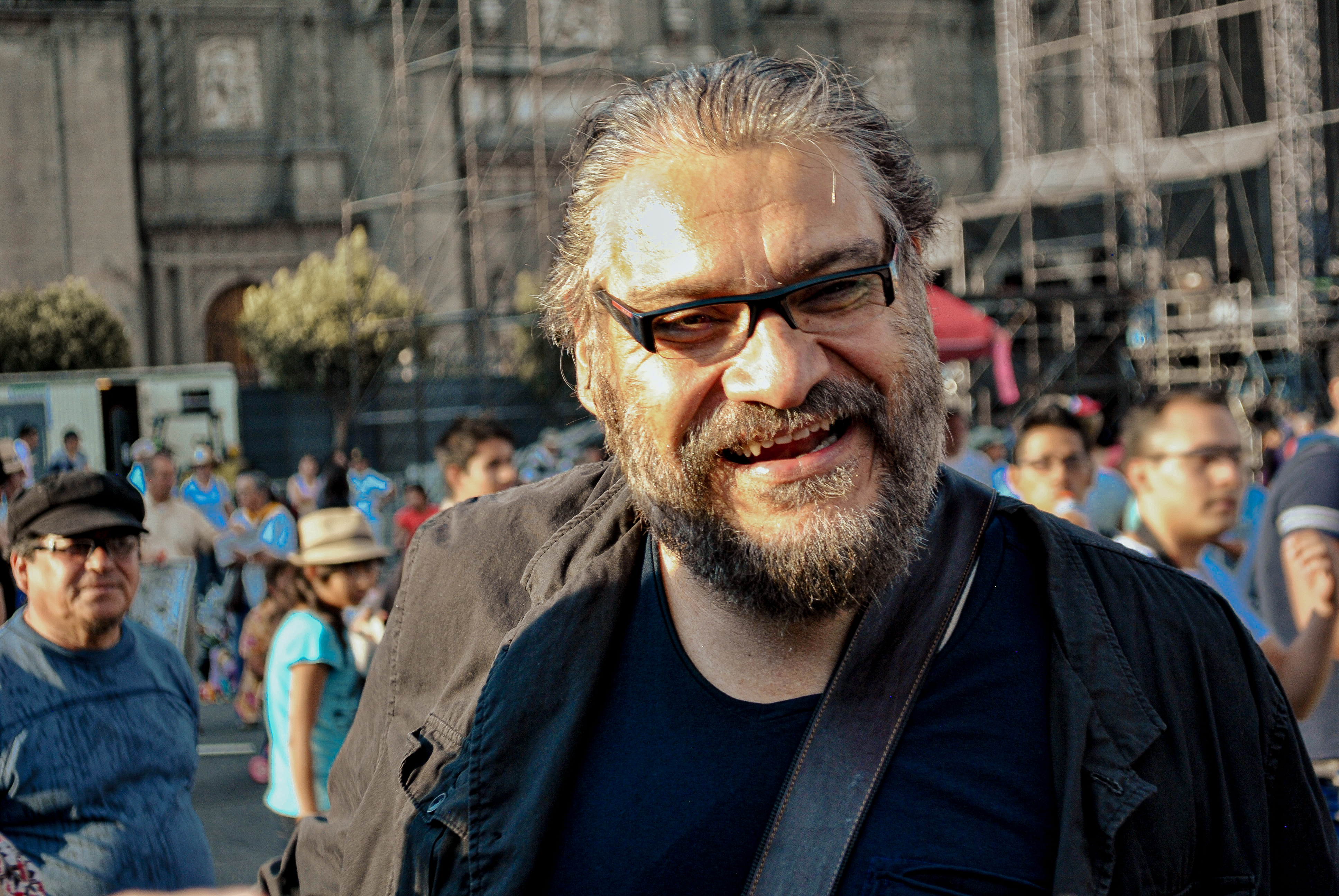
Joaquin Cosío, 2012

- Bill Cosby (1937), Amerikaans acteur, filantroop, komiek, schrijver en televisieproducent
- Luca Coscioni (1967-2006), Italiaans politicus
- Anna Dominique Coseteng (1952), Filipijns politicus
- Daniel Cosgrove (1970), Amerikaans acteur
- Miranda Cosgrove (1993), Amerikaans actrice en zangeres
- Joaquín Cosío (1962), Mexicaans acteur
- Balthasar Cossa, bekend als Johannes XXIII, (ca. 1370-1419), tegenpaus (1410-1415)
- Michel Cossaer (?), Belgisch syndicalist
- Caroline Cossey (1954), Brits actrice
- Fiorenza Cossotto (1935), Italiaans mezzosopraan
- Albert Costa (1990), Spaans autocoureur
- Albert Costa (1975), Spaans tennisser
- Francisco José da Costa (1974), Portugees voetballer
- Gal Costa (1945-2020), Braziliaans zangeres
- Isaäc da Costa (1798-1860), Joods-Nederlands dichter en historicus
- Jorge Costa (1971-2025), Portugees voetballer en voetbaltrainer
- Manuel da Costa (1986), Portugees voetballer
- Marcel Costa (1978), Spaans autocoureur
- Ronaldo da Costa (1970), Braziliaans atleet
- Rui Costa (1972), Portugees voetballer
- Rui Costa (1986), Portugees wielrenner
- Silvia Costa (1963), Cubaans atlete
- David Costabile, Amerikaans acteur
- Costa-Gavras (1933), Frans-Grieks filmregisseur
- Robert Costanza, Amerikaans acteur en filmproducent
- Maurizio Costanzo (1938-2023), Italiaans journalist, tv-presentator en scenarioschrijver
- Chiara Costazza (1984), Italiaans alpineskiester
- Dolores Costello (1903-1979), Amerikaans actrice
- Elvis Costello (1954), Brits muzikant
- Paul Costello (1894-1986), Amerikaans roeier
- Dirk Coster (1889-1950), Nederlands natuurkundige
- Herman Coster (1865-1899), Nederlands advocaat
- Laurens Janszoon Coster (+1440), Nederlands uitvinder
- Nick Coster (1985), Nederlands voetballer
- Nicolas Dwynn Coster (1933-2023), Brits-Amerikaans acteur
- Ritchie Coster (1967), Engels acteur
- Franciscus Costerus (1532-1619), jezuïet en schrijver uit de Zuidelijke Nederlanden
- George Costigan (1947), Brits acteur
- Carlo Costly (1982), Hondurees voetballer
- Kevin Costner (1955), Amerikaans acteur
- Marc Cosyns (1954), Belgische arts

## Cot

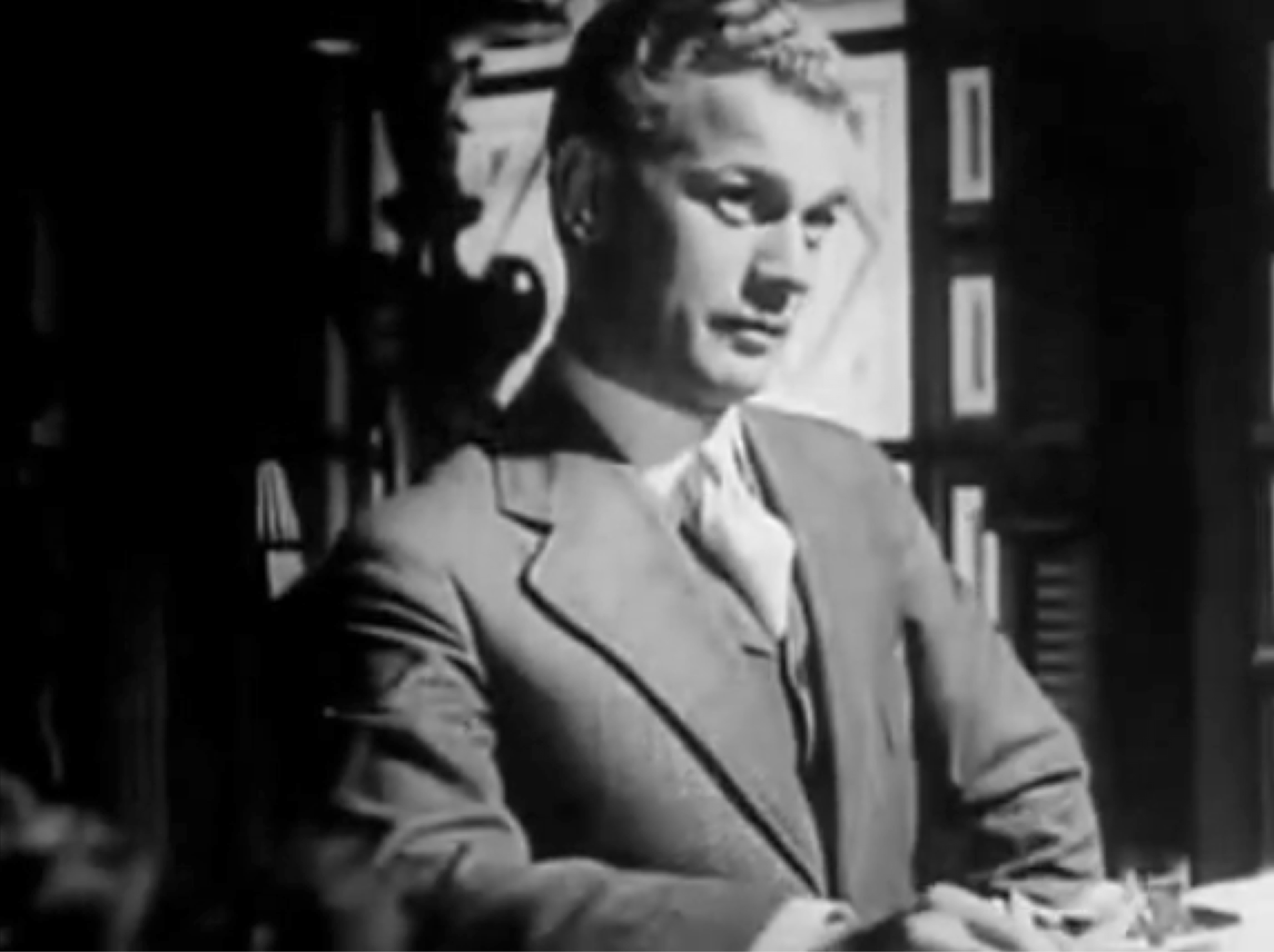
Joseph Cotten

- Jeremy Cota (1988), Amerikaans freestyleskiër
- Gérard Côté (1913-1993), Canadees atleet
- Nicolás Cotoner (1608-1680), grootmeester van de Maltezer Orde van 1663 tot 1680
- Rafael Cotoner (1601-1663), grootmeester van de Maltezer Orde van 1660 tot 1663
- Jan Cottaar (1915-1984), Nederlands sportverslaggever
- Elizabeth Cotten (1893-1987), Amerikaans folk- en bluesmusicus
- Joseph Cotten (1905-1994), Amerikaans acteur
- Mireille Cottenjé (1933-2006), Vlaams schrijfster en verpleegster
- Georges Marie Martin Cottier (1922), Zwitsers rooms-katholiek geestelijke
- Ben Cotton (1975), Canadees acteur
- Alan Howard Cottrell (1919-2012), Brits metallurgist en fysicus

## Cou

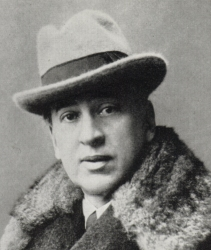
Louis Couperus

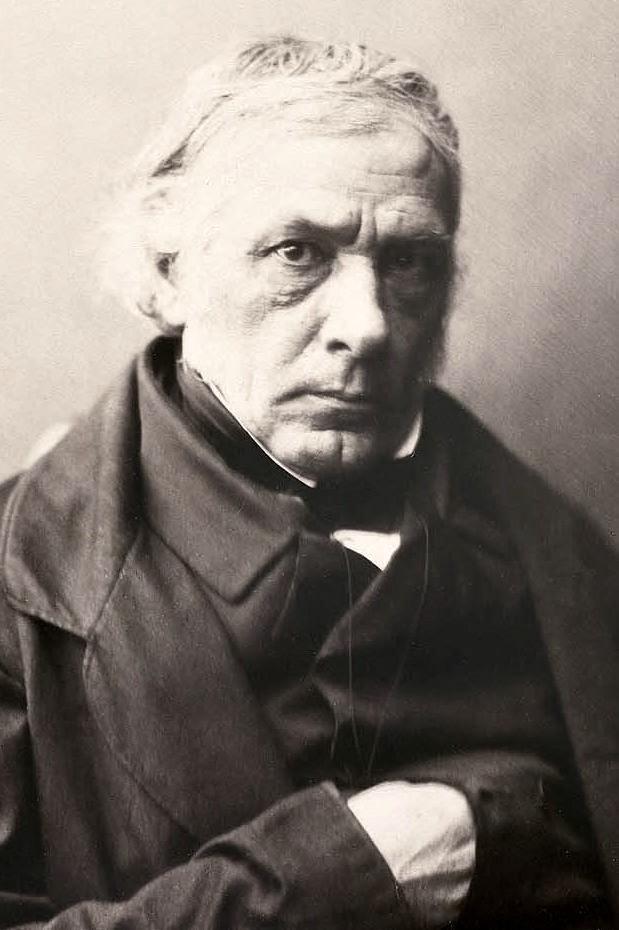
Victor Cousin

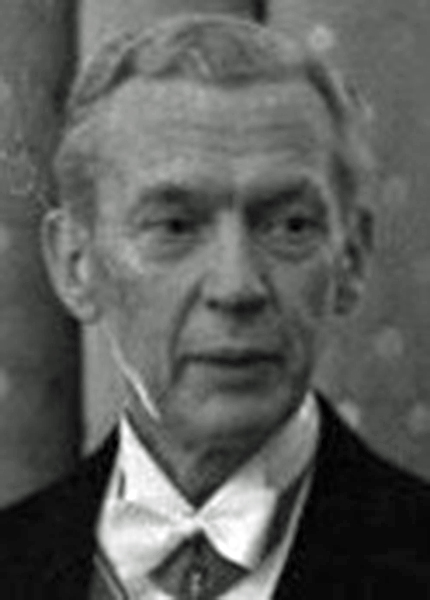
Maurice Couve de Murville

- Pierre de Coubertin (1863-1937), Frans historicus en pedagoog, oprichter van de Olympische Spelen
- José Couceiro (1962), Portugees voetballer en voetbalcoach
- Marc Coucke (1965), Belgisch ondernemer
- Marcel Coucke (1920-1998), Belgisch politicus
- Paulien Couckuyt (1997), Belgisch atlete
- Cathy Coudyser (1969), Belgisch politica
- Émile Coué (1857-1926), Frans psycholoog en apotheker
- Natalie Coughlin (1982), Amerikaans zwemster
- Adama Coulibaly (1980), Malinees voetballer
- Elimane Coulibaly (1980), Senegalees-Belgisch voetballer
- Kalifa Coulibaly (1991), Malinees voetballer
- Dave Coulier (1959), Amerikaans stand-upcomedian
- Charles-Augustin de Coulomb (1736-1806), Frans natuurkundige
- Julien Coulommier (1922), Belgisch fotograaf
- George Coulouris (1903-1989), Brits acteur
- Curtis Coulter (1994), Iers zwemmer
- Alice Coulthard (1983), Brits actrice
- David Coulthard (1971), Brits autocoureur
- Gerardus Coumans (1929), Nederlands componist, dirigent en organist
- Charles Coumont (1822-1889), Belgisch kunstschilder
- Raymond Coumont (1944), Belgisch syndicalist
- Jean Counet (1979), Nederlands filmregisseur
- Country Wilma (1951), Nederlands zangeres; pseudoniem van Wilma Roos
- Heather Couper (1949), Brits astronoom
- François Couperin (1668-1733), Frans componist
- Louis Couperus (1863-1923), Nederlands schrijver
- Philippe Couplet (1623-1693), Zuid-Nederlands missionaris en schrijver
- Henk Couprie (1930-2024), Nederlands politicus en militair
- Paul Courant (1949), Belgisch voetballer
- Gustave Courbet (1819-1877), Frans schilder
- Kitty Courbois (1937-2017), Nederlands actrice
- Gérard de Courcelles (1889-1927), Frans autocoureur
- André Cournand (1894-1988), Frans-Amerikaans fysioloog en Nobelprijswinnaar
- Willy Courteaux (1924-2017), Belgisch journalist en vertaler
- Franz Courtens (1850-1943), Vlaams kunstschilder
- Michelle Courtens (1981), Nederlands zangeres
- Hedwig Courths-Mahler (1867-1950), Duits romanschrijfster
- Nicholas Courtney (1929-2011), Brits acteur
- Tom Courtney (1933-2023), Amerikaans atleet
- Alain Courtois (1951), Belgisch bestuurder
- Laurence Courtois (1976), Belgisch tennisster
- Thibaut Courtois (1992), Belgisch voetballer
- François Benjamin Courvoisier (??-1845), Zwitsers moordenaar
- Victor Cousin (1792-1867), Frans filosoof en politicus
- Christopher Cousins (1960), Amerikaans acteur
- Tina Cousins (1971), Brits zangeres
- Maisie Cousins (1992), Britse kunstfotografe
- Robin Cousins (1957), Brits kunstschaatser
- Edmond de Coussemaker (1805-1876), Frans-Vlaams publicist, jurist, etnoloog en musicoloog
- Marcel Couteau (1933), Belgisch syndicalist en politicus
- Coutinho (1943), Braziliaans voetballer
- Douglas Coutinho (1994), Braziliaans voetballer
- Florêncio José Ferreira Coutinho (ca. 1750-1819), Braziliaans componist, dirigent, organist, cantor (bas) en trompettist
- Gino Coutinho (1982), Nederlands voetbaldoelman
- Philippe Coutinho (1992), Braziliaans voetballer
- Roel Coutinho (1964), Nederlands arts
- André Couto (1976), Portugees-Macaus autocoureur
- Alicia Coutts (1987), Australisch zwemster
- Louis Couturat (1868-1914), Frans filosoof, taalkundige en wiskundige
- Maurice Couve de Murville (1907-1999), Frans politicus
- Auguste Couvreur (1827-1894), Belgisch politicus
- Francis Couvreur (1968), Belgisch voetballer
- Hilaire Couvreur (1924-1998), Belgisch wielrenner
- Jan Couvreur (1947), Belgisch geestelijke en milieuactivist
- Walter Couvreur (1914-1996), Belgisch taalkundige, hoogleraar, politicus en Vlaams activist
- Guus Couwenberg (1915-2000), Nederlands zakenman en sportbestuurder
- Michelle Couwenberg (1993), Nederlands kunstschaatsster
- Hans Couzy (1940-2019), Nederlands bevelhebber der Landstrijdkrachten
- Jean Hubert Couzy (1902-1973), Nederlands commandant, officier en politicus

## Cov
- Alberto Cova (1958), Italiaans atleet
- Kirsty Coventry (1983), Zimbabwaans zwemster
- Franklin Cover (1928-2006), Amerikaans acteur
- Stephen Covey (1932-2012), Amerikaans auteur
- Ante Čović (1975), Australisch-Kroatisch voetballer
- Pêro da Covilhã (ca. 1450-na 1526), Portugees diplomaat en ontdekkingsreiziger

## Cow

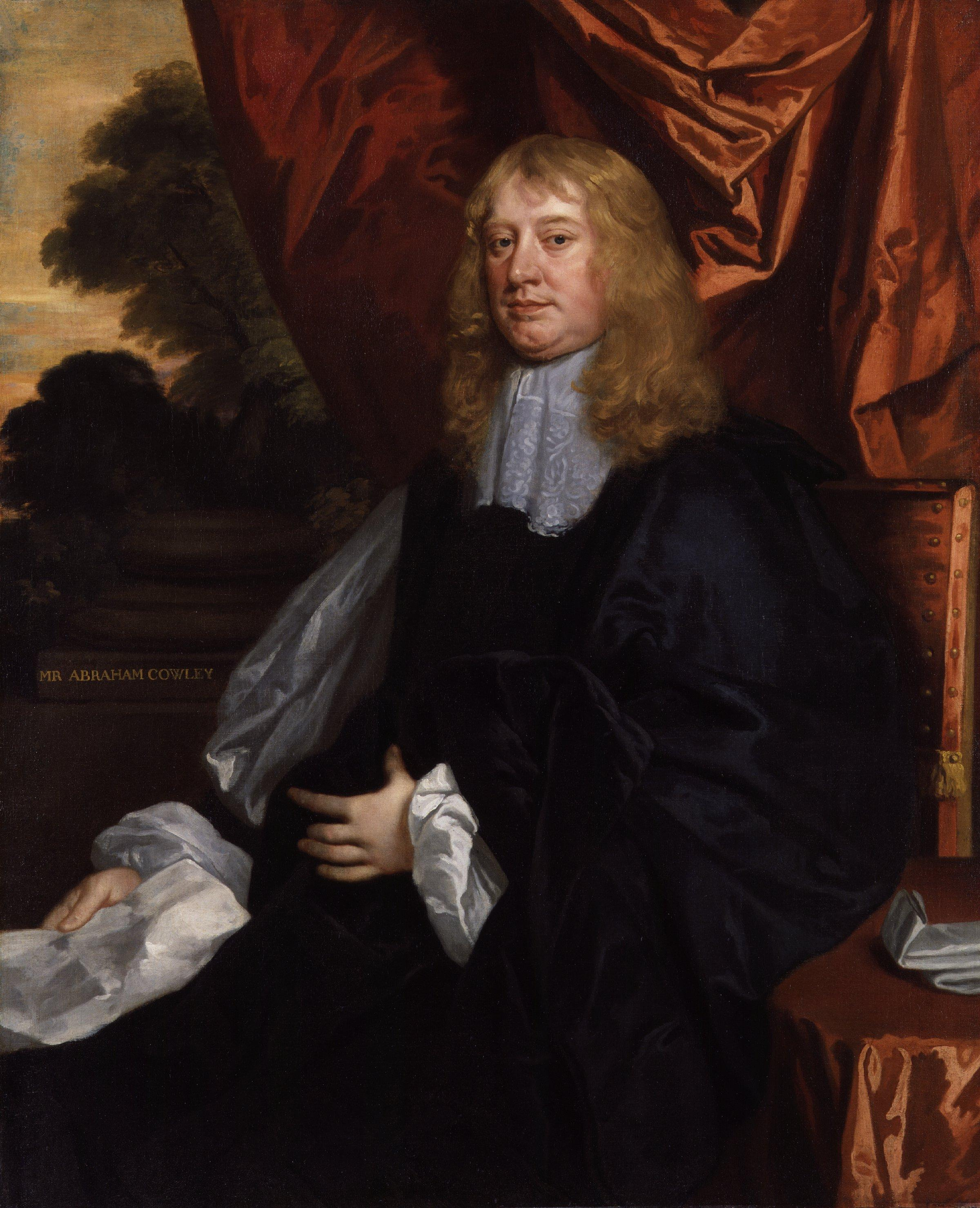
Abraham Cowley (door Peter Lely)

- Bruce Cowan (1926-2011), Australisch politicus
- Clyde Cowan (1919-1974), Amerikaans natuurkundige
- Noël Coward (1899-1973), Brits toneelschrijver
- Simon Cowell (1959), Brits talentscout, muziekproducent en tv-persoonlijkheid
- Stanley Cowell (1941), Amerikaans jazzpianist
- Dave Cowens (1948), Amerikaans basketballer en basketbalcoach
- Matthew Cowles (1944), Amerikaans acteur
- Abraham Cowley (1618-1667), Engels dichter
- Brenda Cowling (1935-2010), Brits actrice

## Cox

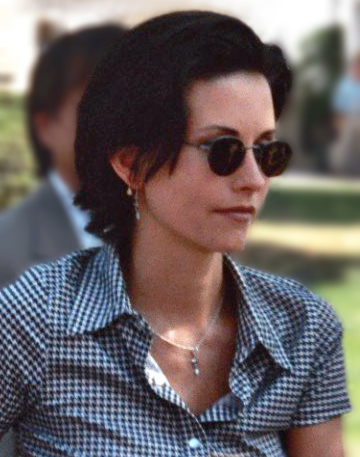
Courteney Cox

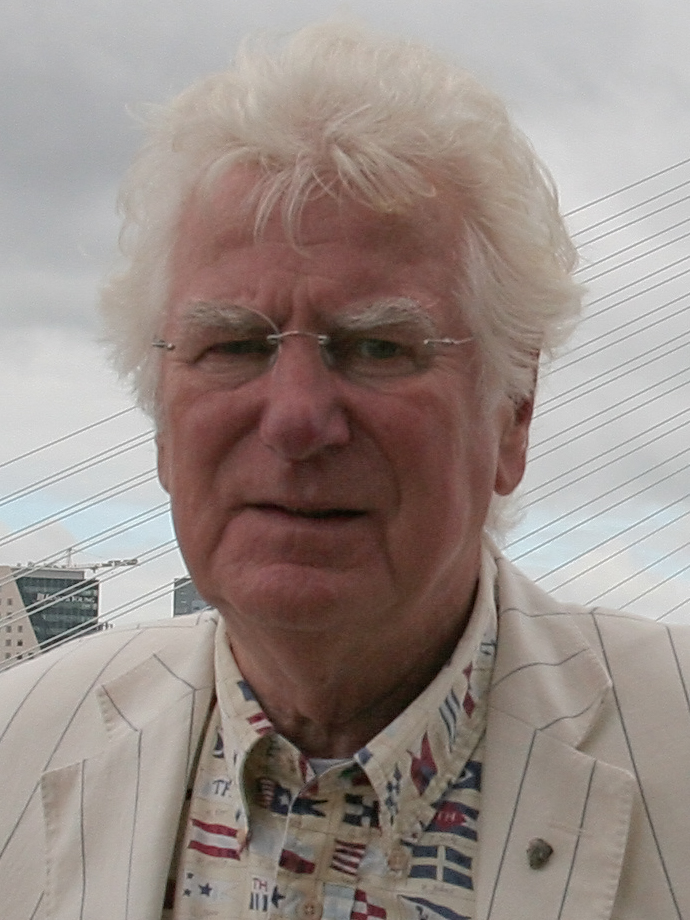
Gerard Cox

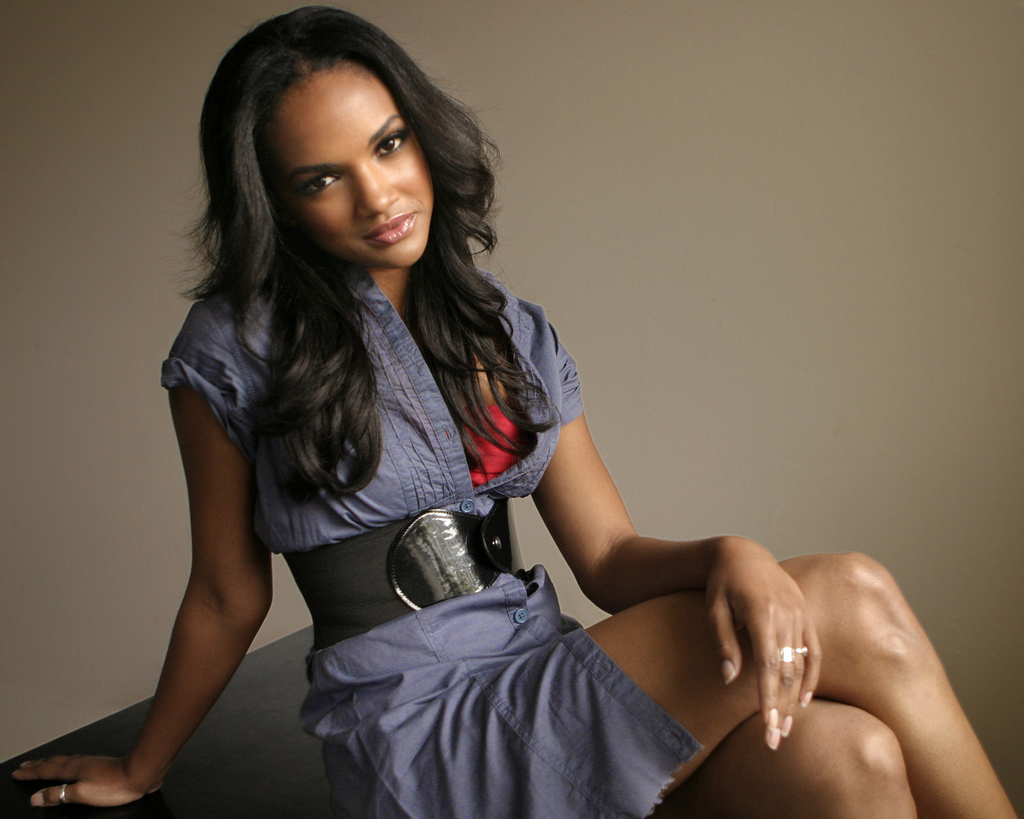
Mekia Cox, 2007

- Annemarie Cox (1966), Nederlands-Australisch kanovaarster
- Archibald Cox (1912-2004), Amerikaans advocaat, hoogleraar en openbaar aanklager
- Billy Cox (1941), Amerikaans basgitarist
- Brian Cox (1946), Schots acteur
- Britteny Cox (1994), Australisch freestyleskiester
- Carl Cox (1962), Brits techno dj
- Charlie Cox (1982), Engels acteur
- Christina Cox (1971), Canadees actrice
- Courteney Cox (1964), Amerikaans actrice
- Sir David Cox (1924-2022), Brits statisticus
- Frans Cox (1917-1997), Nederlands beeldhouwer
- Gerard Cox (1940), Nederlands zanger, cabaretier, scenarioschrijver en acteur
- Grace Victoria Cox (1995), Amerikaans actrice
- Harvey Cox (1929), Amerikaans theoloog
- Ian Cox (1971), voetballer uit Trinidad en Tobago
- James Middleton Cox (1870-1957), Amerikaans politicus
- Jan Cox (1919-1980), Belgisch kunstschilder
- John Herman Cox (1955), Amerikaans zakenman en politicus
- Kenyon Cox (1856-1919), Amerikaans kunstschilder, illustrator, kunstcriticus en dichter
- Lionel Cox (1930-2010), Australisch wielrenner
- Lionel Cox (1981), Belgisch sportschutter
- Madisyn Cox (1995), Amerikaans zwemster
- Mekia Cox (1981), Amerikaans actrice en danseres
- Michael Cox (1948-2009), Engels biograaf en romanschrijver
- Nikki Cox (1978), Amerikaans actrice
- Pat Cox (1952), Iers journalist, televisiepresentator en politicus
- Paul Alan Cox, Amerikaans botanicus
- Paul Cox (1940), Nederlands-Australisch regisseur
- Pierre Cox (1915-1974), Vlaams kunstschilder
- Richard Cox (1948), Amerikaans acteur
- Ryan Cox (1979-2007), Zuid-Afrikaans wielrenner
- Sjraar Cox (1953), Nederlands burgemeester
- Theodorus Cox (1842-1915), Nederlands kunstsmid
- Tony Cox (1958), Amerikaans acteur
- Veanne Cox (1963), Amerikaans actrice
- Lol Coxhill (1932-2012), Brits saxofonist
- Graham Coxon (1969), Brits rockmusicus
- Josh Coxx (1965), Amerikaans acteur

## Coy

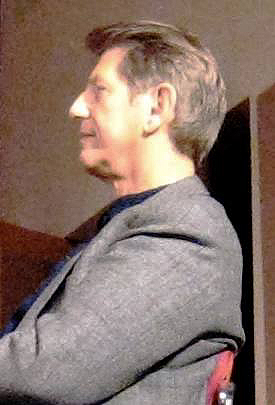
Peter Coyote, 2007

- Balthasar Coymans (1699-1759), heer van Deurne (1728-1759)
- Kendall Coyne (1992), Amerikaans ijshockeyster
- Arnaud Coyot (1980-2013), Frans wielrenner
- Peter Coyote (1941), Amerikaans acteur en auteur

## Coz
- Marian Cozma (1982-2009), Roemeens handbalspeler
- Steven Cozza (1985), Amerikaans wielrenner
- Kei Cozzolino (1987), Italiaans autocoureur